# Elisabeth II.

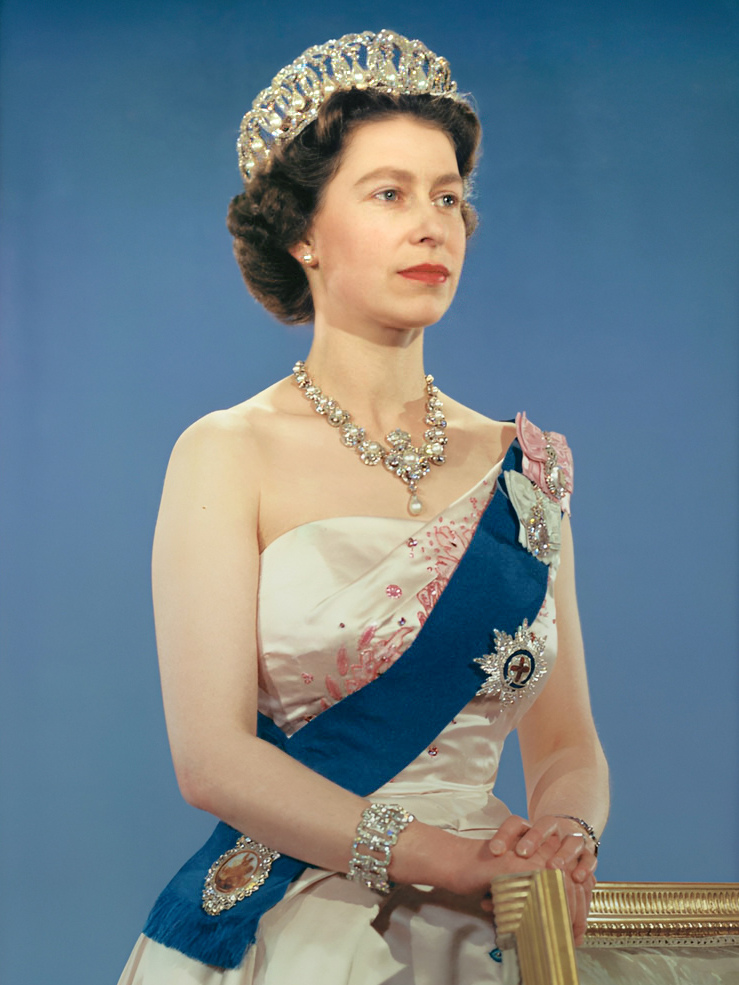
Offizielles Porträt (1959)

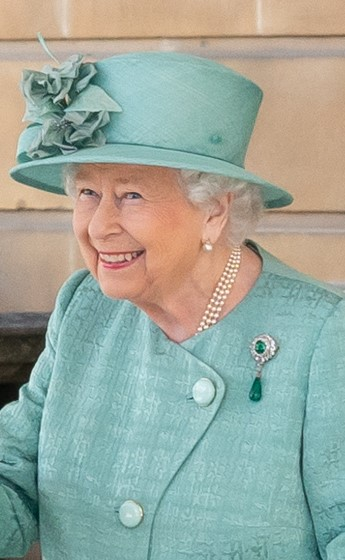
Elisabeth II. (2019)

Elisabeth II. (englisch Elizabeth II; * 21. April 1926 als Elizabeth Alexandra Mary in Mayfair, London; † 8. September 2022 auf Balmoral Castle, Aberdeenshire) aus dem Haus Windsor war von 1952 bis zu ihrem Tod im Alter von 96 Jahren Königin des Vereinigten Königreichs Großbritannien und Nordirland sowie von zuletzt 14 weiteren, als Commonwealth Realms bezeichneten souveränen Staaten einschließlich deren Territorien und abhängigen Gebieten. Darüber hinaus war sie das Oberhaupt des 56 Staaten umfassenden Commonwealth of Nations, Lehnsherrin der britischen Kronbesitzungen sowie weltliches Oberhaupt der anglikanischen Church of England. 
Elisabeth II. war am Ende ihres Lebens in Personalunion das Staatsoberhaupt des Vereinigten Königreichs sowie folgender Commonwealth Realms: Antigua und Barbuda, Australien, Bahamas, Belize, Grenada, Jamaika, Kanada, Neuseeland, Papua-Neuguinea, St. Kitts und Nevis, St. Lucia, St. Vincent und die Grenadinen, Salomonen und Tuvalu. Während ihrer Herrschaft veränderte sich die Zahl der Commonwealth Realms, da etliche britische Kolonien nach ihrer Unabhängigkeit zunächst Realms waren und sich erst später zu Republiken erklärten. Daher war Elisabeth II. zeitweilig auch Königin von Barbados, Ceylon, Fidschi, Gambia, Ghana, Guyana, Kenia, Malawi, Malta, Mauritius, Nigeria, Pakistan, Sierra Leone, der Südafrikanischen Union, von Tanganjika, Trinidad und Tobago sowie Uganda. Nur im Vereinigten Königreich übte die Königin ihre fast ausschließlich repräsentativen Rechte und Pflichten persönlich aus. In den übrigen Commonwealth Realms wurde sie durch Generalgouverneure vertreten. In allen Staaten, deren Staatsoberhaupt sie war, wirkte sie als konstitutionelle, parlamentarische Monarchin.
Elisabeth II. stand bei ihrer Geburt nach ihrem Onkel David, Prince of Wales, später Edward VIII., und ihrem Vater Albert, Duke of York, später George VI., an dritter Stelle der britischen Thronfolge. Ihr Onkel war zu diesem Zeitpunkt zwar noch unverheiratet und kinderlos, trotzdem war nicht absehbar, dass sie einmal Königin werden würde. Wahrscheinlicher war zu diesem Zeitpunkt, dass sie irgendwann von möglichen Kindern ihres Onkels oder auch einem möglichen Bruder in der Thronfolge verdrängt worden wäre. Erst als ihr Vater 1936 als George VI., nach der Abdankung seines älteren Bruders Edward VIII., den Thron bestieg, übernahm Elisabeth als heiress presumptive (voraussichtliche Thronfolgerin) während des Zweiten Weltkriegs erstmals Aufgaben in der Öffentlichkeit und diente in der Frauenabteilung des britischen Heeres. Am 20. November 1947 heiratete sie ihren Cousin 3. Grades, Prinz Philip von Griechenland. Aus der 73 Jahre andauernden Ehe, die bis zu Philips Tod am 9. April 2021 währte, gingen vier Kinder hervor: Charles (als ältester Sohn ihr späterer Nachfolger), Anne, Andrew und Edward.
Nach dem Tod ihres Vaters bestieg Elisabeth II. am 6. Februar 1952 den Thron. Die Krönung fand am 2. Juni 1953 in Westminster Abbey statt und war die erste, die im Fernsehen übertragen wurde. Ihre 70 Jahre und 214 Tage währende Herrschaft war eine der längsten der Geschichte. Sie hatte den Thron länger inne als jeder britische Monarch vor ihr und war zum Zeitpunkt ihres Todes das am längsten amtierende Staatsoberhaupt der Welt. Bedeutende politische Prozesse während ihrer Herrschaft waren die Entkolonialisierung des Britischen Weltreiches, der Kalte Krieg, der Nordirlandkonflikt und sowohl der Beitritt des Vereinigten Königreichs zur Europäischen Union als auch der Brexit. Trotz zunehmender Kritik der Massenmedien an der Königsfamilie und gewachsener Zustimmung zur republikanischen Staatsform – insbesondere in Australien – genoss die Monarchie unter Königin Elisabeth II. weiterhin breite Akzeptanz in der Bevölkerung.

## Biografie

### Kindheit

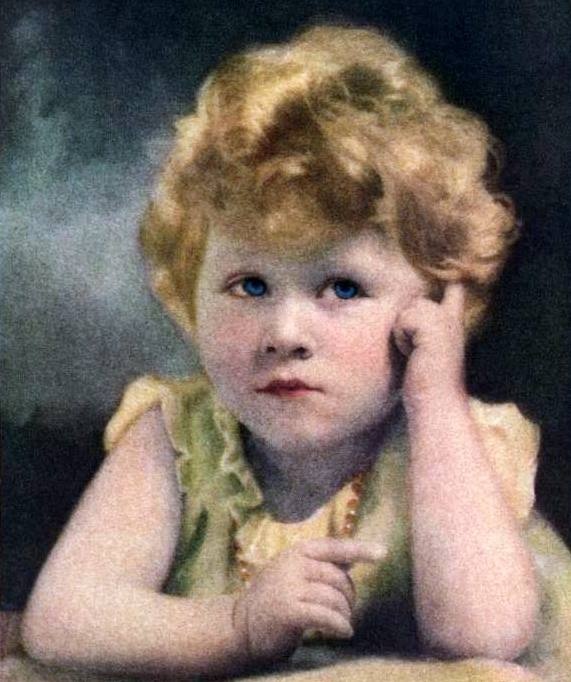
Elisabeth als Dreijährige (Titelbild des Magazins Time vom 29. April 1929)

Elisabeth war das ältere von zwei Kindern von Prinz Albert, des seinerzeitigen Duke of York und späteren Königs Georg VI., und dessen Ehefrau Elizabeth, Herzogin von York (Elizabeth Bowes-Lyon, später Königin Elisabeth). Ihr Vater war der zweite Sohn von König Georg V. und Königin Mary. Ihre Mutter war die jüngste Tochter des schottischen Grafen Claude Bowes-Lyon, 14. Earl of Strathmore and Kinghorne. Elisabeth wurde am 21. April 1926 per Kaiserschnitt geboren, der Geburtsort war das Haus ihres Großvaters mütterlicherseits an der 17 Bruton Street im Londoner Stadtteil Mayfair. Cosmo Gordon Lang, der anglikanische Erzbischof von York, taufte sie am 29. Mai in der Privatkapelle des Buckingham Palace. Die Paten waren ihre Eltern, Lord Strathmore, Prinz Arthur (Urgroßonkel väterlicherseits), Prinzessin Mary (Tante väterlicherseits) und Mary Elphinstone (Tante mütterlicherseits). Sie erhielt den Namen Elisabeth Alexandra Mary – nach ihrer Mutter, ihrer im Jahr zuvor verstorbenen Urgroßmutter Alexandra von Dänemark und ihren Tanten. Die engsten Familienangehörigen nannten sie „Lilibet“.
Die einzige Schwester, Prinzessin Margaret, war vier Jahre jünger. Beide Prinzessinnen wurden zuhause unterrichtet, unter der Aufsicht der Mutter und der schottischen Gouvernante Marion Crawford. Der Unterricht konzentrierte sich auf Geschichte, Sprachen, Literatur und Musik. 1950 veröffentlichte Crawford ohne Zustimmung des Königshauses eine Biografie der Kindheitsjahre Elisabeths und Margarets mit dem Titel The Little Princesses. Das Buch beschreibt Elisabeths Liebe zu Pferden und Hunden, ihre Ordentlichkeit und ihr Verantwortungsbewusstsein. Andere bestätigten diese Beobachtungen: Winston Churchill sagte über die damals zweijährige Elisabeth, sie sei eine Persönlichkeit und strahle Autorität und Nachdenklichkeit aus, was für ein Kind erstaunlich sei. Ihre Cousine Margaret Rhodes beschrieb sie als „munteres kleines Mädchen, aber grundsätzlich vernünftig und artig“.

### Thronfolgerin

Elisabeth im Alter von sieben Jahren, Gemälde von Philip de László (1933)

Während der Herrschaft ihres Großvaters stand Elisabeth an dritter Stelle der britischen Thronfolge, hinter ihrem Onkel Eduard VIII. und ihrem Vater. Ihre Geburt war auf öffentliches Interesse gestoßen, und das amerikanische Magazin Time führte sie im April 1929 auf der Titelseite. Dennoch ging man nicht davon aus, dass sie Königin werden würde, da der Prince of Wales noch jung war, wahrscheinlich heiraten und eigene Kinder haben würde. Als ihr Großvater Georg V. am 20. Januar 1936 starb, folgte ihr Onkel als Eduard VIII. auf den Thron, und sie rückte an die zweite Stelle der Thronfolge vor. Am 11. Dezember 1936 dankte ihr Onkel ab, nachdem seine Absicht, die geschiedene Amerikanerin Wallis Simpson zu heiraten, eine Verfassungskrise ausgelöst hatte. An seiner Stelle wurde ihr Vater neuer König. Hätten die Eltern später noch einen Sohn bekommen, wäre Elisabeth aufgrund der damals geltenden Bevorzugung männlichen Nachwuchses in der Thronfolge hinter diesen gerutscht.
Bei Henry Marten, dem stellvertretenden Schulleiter des Eton College, erhielt Elisabeth Unterricht in Verfassungsgeschichte. Mithilfe verschiedener französischer und belgischer Gouvernanten lernte sie fließend Französisch zu sprechen, für den Religionsunterricht war der Erzbischof von Canterbury zuständig. Eigens für sie wurde 1937 eine Pfadfinderinnengruppe gebildet, damit sie mit Gleichaltrigen in Kontakt kam; der 1st Buckingham Palace Company gehörten Töchter von Angehörigen des Hofstaates und von Palastangestellten an. In späteren Jahren war sie Mitglied der Sea Rangers.
Im Mai und Juni 1939 begaben sich Elisabeths Eltern zu einem ausgedehnten Staatsbesuch nach Kanada und in die Vereinigten Staaten. Wie schon 1927, als ihre Eltern Australien und Neuseeland besucht hatten, blieb sie zuhause. Ihr Vater war der Meinung, seine Tochter sei zu klein für öffentliche Auftritte. Sie korrespondierten regelmäßig und tätigten am 18. Mai den ersten königlichen transatlantischen Telefonanruf.

#### Zweiter Weltkrieg
Im September 1939 trat das Vereinigte Königreich in den Zweiten Weltkrieg ein. Während des Krieges war London regelmäßig Luftangriffen ausgesetzt, und viele Londoner Kinder wurden vorübergehend evakuiert. Der frühere Lordkanzler Lord Hailsham schlug vor, die Prinzessinnen nach Kanada in Sicherheit zu bringen. Elisabeths Mutter lehnte dies kategorisch ab und ließ verlauten: „Die Kinder werden nicht ohne mich gehen. Ich werde nicht ohne den König gehen. Und der König wird niemals gehen.“ Bis Weihnachten 1939 blieben die Kinder im Balmoral Castle in Schottland, anschließend lebten sie im Sandringham House in Norfolk und in der Royal Lodge in Windsor, ab Mai 1940 bis Kriegsende im Windsor Castle. In Windsor führten die Prinzessinnen an Weihnachten komödiantische Theaterstücke auf, um Geld für den Queen’s Wool Fund (Wollefonds der Königin) zu sammeln; die Erlöse waren für den Kauf von Garn bestimmt, das zum Nähen militärischer Kleidungsstücke verwendet wurde. Am 13. Oktober 1940 hielt Elisabeth in der Sendung Children’s Hour („Kinderstunde“) der BBC ihre erste Rundfunkansprache. Darin wandte sie sich an die Kinder, die aus den Städten evakuiert worden waren.

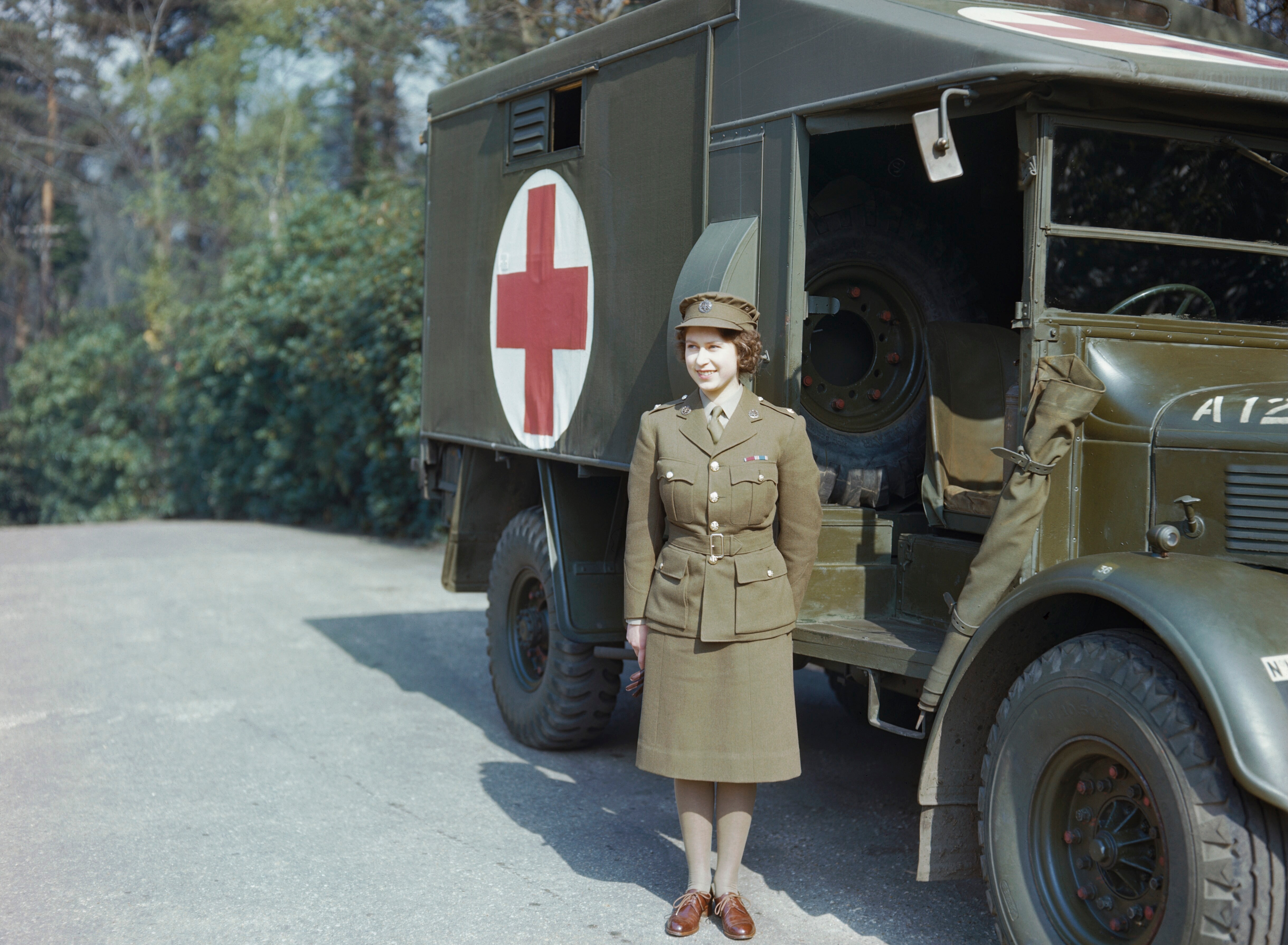
Elisabeth in der Uniform des Auxiliary Territorial Service (April 1945)

An ihrem 16. Geburtstag hatte Elisabeth den ersten Auftritt in der Öffentlichkeit; sie besuchte die Grenadier Guards, zu deren Ehrenoberst sie im Jahr zuvor ernannt worden war. Kurz vor ihrem 18. Geburtstag beschloss das Parlament eine Gesetzesänderung: Sie gehörte nun dem fünfköpfigen Staatsrat an, der bei einem Auslandsaufenthalt oder einer sonstigen Verhinderung ihres Vaters dessen Amtsgeschäfte übernahm. Dies war beispielsweise im Juli 1944 der Fall, als er die britischen Truppen in Italien besuchte. Im Februar 1945 schloss sich Elisabeth dem Auxiliary Territorial Service (ATS) an, wo sie unter der Dienstnummer 230873 als „Second Subaltern ehrenhalber Elizabeth Windsor“ Dienst leistete. Im ATS erhielt sie eine Ausbildung zur Lastwagenfahrerin und Mechanikerin. Nach fünf Monaten wurde sie zum Junior Commander ehrenhalber befördert. Am 8. Mai 1945, dem VE-Day, mischten sich die Prinzessinnen unerkannt unter die feiernde Menschenmenge in den Straßen Londons.
Während des Krieges war das Home Office besorgt, dass der walisische Nationalismus aufblühen könne. Aus diesem Grund sollte eine engere Beziehung Elisabeths zu Wales aufgebaut werden. Vorgeschlagen wurden ihre Ernennung zum Constable von Caernarfon Castle oder zur Schirmherrin der Jugendorganisation Urdd Gobaith Cymru. Aus verschiedenen Gründen scheiterten diese Pläne, unter anderem weil es Befürchtungen gab, die Prinzessin könnte mit Kriegsdienstverweigerern in den Reihen der Urdd in Verbindung gebracht werden. Walisische Politiker schlugen vor, sie an ihrem 18. Geburtstag zur Princess of Wales zu ernennen. Innenminister Herbert Morrison unterstützte diese Idee, doch der König lehnte sie ab. Seiner Meinung nach sollte dieser Titel der Ehefrau eines Prince of Wales vorbehalten bleiben. 1946 wurde Elisabeth anlässlich des National Eisteddfod in die Bardenvereinigung Gorsedd Beirdd Ynys Prydain aufgenommen. 1947 begleitete sie erstmals ihre Eltern in offizieller Funktion, auf einer Reise durch das südliche Afrika. An ihrem 21. Geburtstag gab sie in einer Rundfunkansprache an die Staaten des Commonwealth das Versprechen ab, dass ihr ganzes Leben dem Dienst an der Bevölkerung des Commonwealth gewidmet sein werde.

#### Heirat
1934 und 1937 traf Elisabeth ihren späteren Ehemann Prinz Philip von Griechenland und Dänemark. Er war ein Cousin dritten Grades; Königin Victoria war ihre gemeinsame Ururgroßmutter. Beide stammen auch vom dänischen König Christian IX. ab, wobei sie die Urenkelin von Alexandra von Dänemark und er der Enkel von Georg I. von Griechenland ist. Nach einem weiteren Treffen am Britannia Royal Naval College in Dartmouth im Juli 1939 soll sich die damals erst 13 Jahre alte Elisabeth in den damals 18-jährigen Philip verliebt haben, woraufhin sie sich Briefe zu schreiben begannen. Während des Zweiten Weltkriegs hielten sie regelmäßig Kontakt. Die offizielle Bekanntgabe der Verlobung erfolgte am 9. Juli 1947.
Die Verlobung war umstritten: Philip hatte kein Vermögen, war im Ausland geboren (jedoch britischer Staatsbürger, der während des Zweiten Weltkriegs in der Royal Navy gedient hatte) und seine Schwestern waren mit deutschen Adligen verheiratet, die Verbindungen zu den Nationalsozialisten hatten. Marion Crawford schrieb: „Einige königliche Berater meinten, er sei nicht gut genug für sie. Er war ein Prinz ohne Heimat und Königreich. Einige Zeitungen wiesen oft und ausführlich auf seine ausländische Herkunft hin.“ Gemäß später erschienenen Biografien soll sich Elisabeths Mutter anfänglich gegen die Vermählung ausgesprochen und Philip als „Hunnen“ bezeichnet haben (ein englisches Schimpfwort für Deutsche, abgeleitet von der Hunnenrede). In späteren Jahren nannte sie ihn jedoch einen „englischen Gentleman“. Vor der Heirat verzichtete Philip auf seine dänischen und griechischen Titel, konvertierte von der griechisch-orthodoxen Kirche zum Anglikanismus und nahm den Namen Philip Mountbatten an (den anglisierten Familiennamen Battenberg der britischen Familie seiner Mutter). Unmittelbar vor der Hochzeit erhielt er den Titel eines Duke of Edinburgh und durfte sich fortan als His Royal Highness bezeichnen. Bis zu ihrer Thronbesteigung 1952 trug Elisabeth als seine Ehefrau den Titel Duchess of Edinburgh. 1957 verlieh Elisabeth Philip den Prinzentitel.
Elisabeth und Philip heirateten am 20. November 1947 in der Westminster Abbey. Da das Vereinigte Königreich die Verwüstungen des Krieges noch nicht überwunden hatte, musste sie auf Rationierungsmarken zurückgreifen, um die Stoffe für ihr Hochzeitskleid zu kaufen, das von Norman Hartnell entworfen wurde. Außerdem war es für die Briten in der Nachkriegszeit nicht hinnehmbar, die deutschen Verwandten des Bräutigams zur Hochzeit einzuladen, inklusive seiner drei Schwestern. Ebenfalls keine Einladung erhielt der Duke of Windsor, der ehemalige König Eduard VIII.
Am 14. November 1948 gebar Elisabeth ihr erstes Kind, Prinz Charles. Das zweite Kind, Prinzessin Anne, folgte am 15. August 1950. Nach der Hochzeit mietete das Ehepaar den Landsitz Windlesham Moor bei Windsor, am 4. Juli 1949 zogen sie nach London ins Clarence House um. Zwischen 1949 und 1951 war Philip mehrmals in der britischen Kronkolonie Malta stationiert, wo er als Offizier der Royal Navy Dienst leistete. Er und Elisabeth lebten zeitweilig im Weiler Gwardamanġa bei Pietà und bewohnten dort die Villa Guardamangia (oder Gwardamanġa), ein von Philips Onkel Lord Mountbatten gemietetes Haus. Die Kinder blieben derweil im Vereinigten Königreich. Dies war die einzige Zeit, in der Elisabeth im Ausland lebte.

### Herrschaft

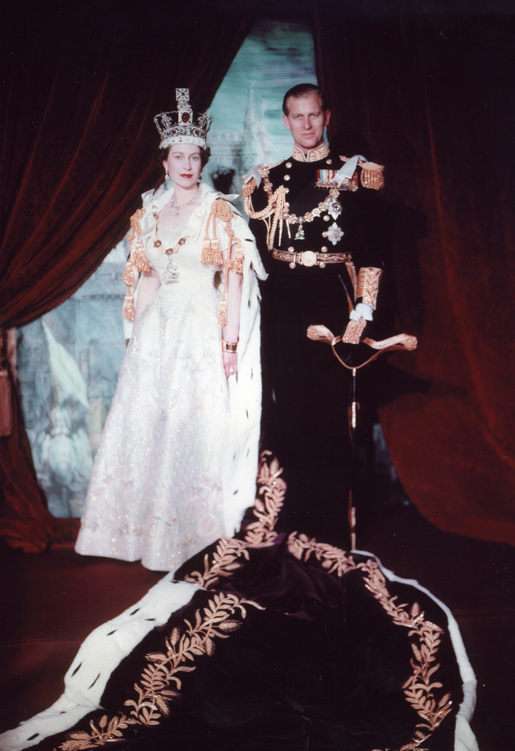
Krönungsporträt von Königin Elisabeth II. und dem Duke of Edinburgh

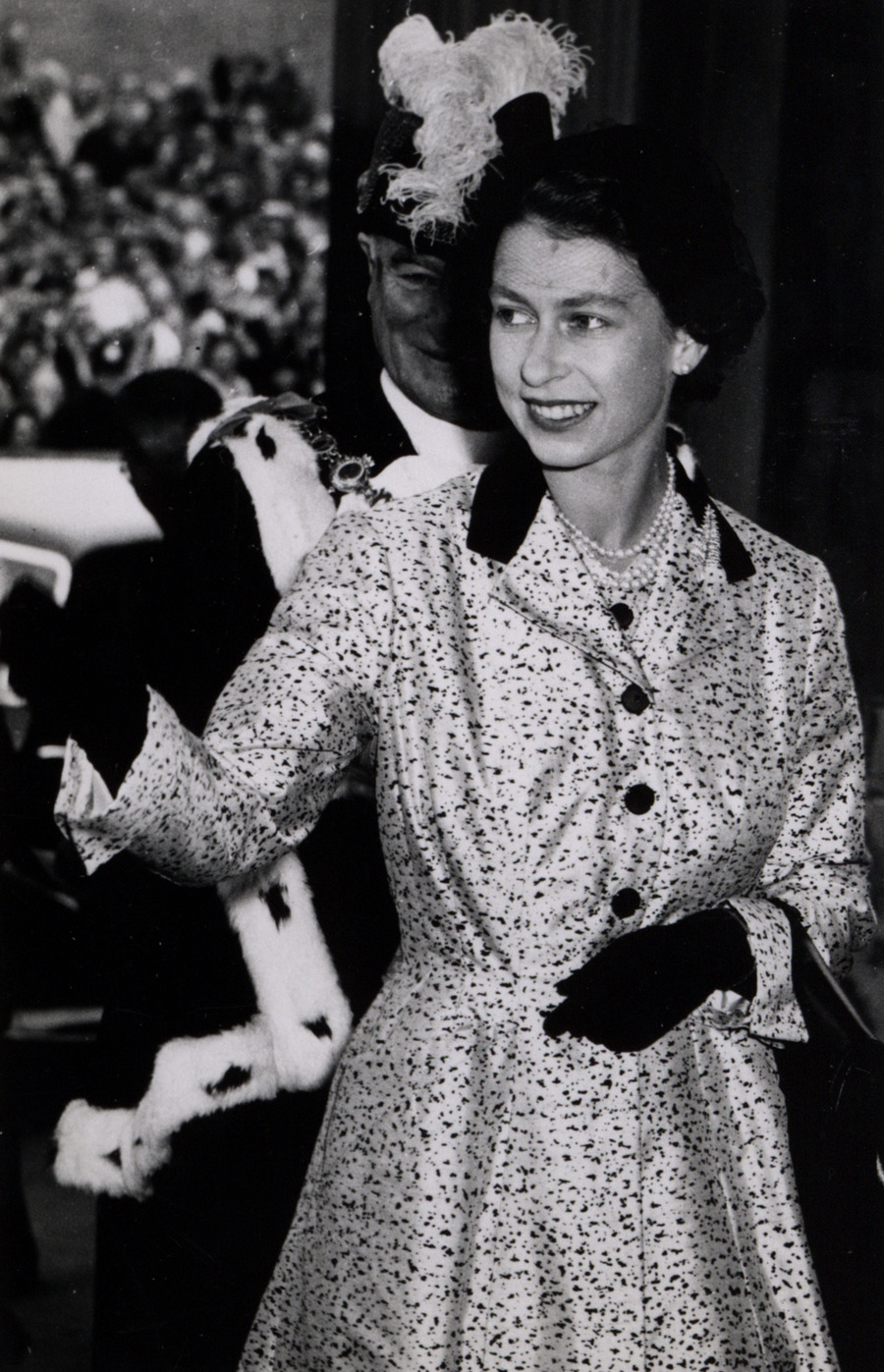
Königin Elisabeth II. in Neuseeland (1953)

1951 verschlechterte sich der Gesundheitszustand von Georg VI., und Elisabeth sprang regelmäßig bei öffentlichen Anlässen für ihn ein. Als sie im Oktober durch Kanada reiste und anschließend in Washington, D.C. Präsident Harry S. Truman besuchte, trug ihr Privatsekretär Martin Charteris den Entwurf einer Thronbesteigungserklärung bei sich – für den Fall, dass der König während ihrer Reise sterben sollte. Zu Beginn des Jahres 1952 brachen Elisabeth und Philip zu einer Reise nach Kenia auf, die sie später nach Australien und Neuseeland führen sollte. Wenige Stunden nachdem sie eine Nacht im Treetops Hotel im Aberdare-Nationalpark bei Nyeri verbracht hatten, erfuhren sie am 6. Februar 1952 von Georgs Tod.
Charteris bat Elisabeth, die durch den Tod ihres Vaters sogleich Königin geworden war, einen Herrschernamen zu wählen, woraufhin sie sich für ihren ersten Vornamen entschied. Die Proklamation in London wurde vom für die Ausrufung des jeweiligen Monarchen zuständigen Accession Council durchgeführt, jedoch wegen Elisabeths Abwesenheit nur formell. Das Paar kehrte unverzüglich ins Vereinigte Königreich zurück und zog in den Buckingham Palace um.

#### Thronbesteigung und Proklamationen
Nach der Thronbesteigung am 6. Februar 1952 wurden in dieser Reihenfolge die Proklamationen zeremoniell bekanntgegeben: Am selben Tag zu Elisabeths Herrschaft über Kanada, am 7. zu Südafrika, am 8. die nachgeholte zeremonielle Proklamation als Königin des Vereinigten Königreichs, ebenfalls am 8. zu Australien und am 11. zu Neuseeland.
Mit der Thronbesteigung bestand die Möglichkeit, dass das Königshaus den Familiennamen von Elisabeths Ehemann tragen und somit Haus Mountbatten heißen würde. Ihre Großmutter, Königin Mary, und Premierminister Winston Churchill bevorzugten die Beibehaltung des Namens Windsor und setzten sich mit ihrer Meinung durch. Philip beklagte sich: „Ich bin der einzige Mann im Land, der seinen Namen nicht an seine eigenen Kinder weitergeben darf.“ 1960 wurde Mountbatten-Windsor als Familienname für jene Nachkommen Philips und Elisabeths eingeführt, die keinen königlichen Titel tragen.

#### Krönung und zunehmende Bedeutung des Massenmediums Fernsehen
Inmitten der Vorbereitungen für die Krönung informierte Prinzessin Margaret ihre Schwester, dass sie Peter Townsend heiraten wolle, einen 16 Jahre älteren geschiedenen Jagdflieger mit zwei Söhnen aus erster Ehe. Die Königin bat sie, ein Jahr zu warten. Gemäß Martin Charteris hoffte Elisabeth, dass die Romanze mit der Zeit im Sande verlaufen würde. Führende Politiker waren gegen diese Verbindung, und die Church of England, deren weltliches Oberhaupt Elisabeth nun war, erlaubte die Wiederverheiratung von Geschiedenen nicht. Im Falle einer Ziviltrauung wäre von Margaret erwartet worden, ihr Recht auf die Thronfolge aufzugeben. Schließlich entschied sie sich gegen die Heiratspläne mit Townsend. 1960 heiratete sie Antony Armstrong-Jones, der ein Jahr später von Elisabeth den Titel Earl of Snowdon erhielt. Die Ehe wurde 1978 geschieden und Margaret ging keine Ehe mehr ein.
Königin Mary hatte vor ihrem Tod am 24. März 1953 gewünscht, dass die Krönung wie geplant am 2. Juni stattfinden solle. Die Zeremonie in der Westminster Abbey wurde, mit Ausnahme der Salbung und der Kommunion, erstmals im Fernsehen übertragen. Elisabeths Krönungsgewand war bei Norman Hartnell in Auftrag gegeben worden und gemäß ihren Anweisungen mit den floralen Emblemen der Commonwealth-Länder bestickt worden. Bei der Zeremonie waren rund 8.000 Gäste anwesend, darunter zahlreiche Würdenträger. Elisabeth schwor, die Gesetze ihrer Nationen aufrechtzuerhalten und die Church of England zu beschützen.
Die Krönung wurde nicht nur erstmals im relativ neuen Medium Fernsehen öffentlich gezeigt, sondern das Medium selbst gewann durch das Ereignis erstmals massenhafte Verbreitung. Die Zahl der Geräte im Vereinigten Königreich sprang von wenigen Hunderttausend auf vier Millionen in die Höhe, weltweit sollen insgesamt etwa 300 Millionen Zuschauer die Zeremonie verfolgt haben. Diese Medialisierung gab der britischen Monarchie einen bis dahin unbekannten Charakter, der allerdings bereits von Elisabeths Mutter erkannt und genutzt worden war. Ohne diese Wechselwirkung bleibt Elisabeths Interpretation der Rolle unverständlich.

#### Entwicklung des Commonwealth

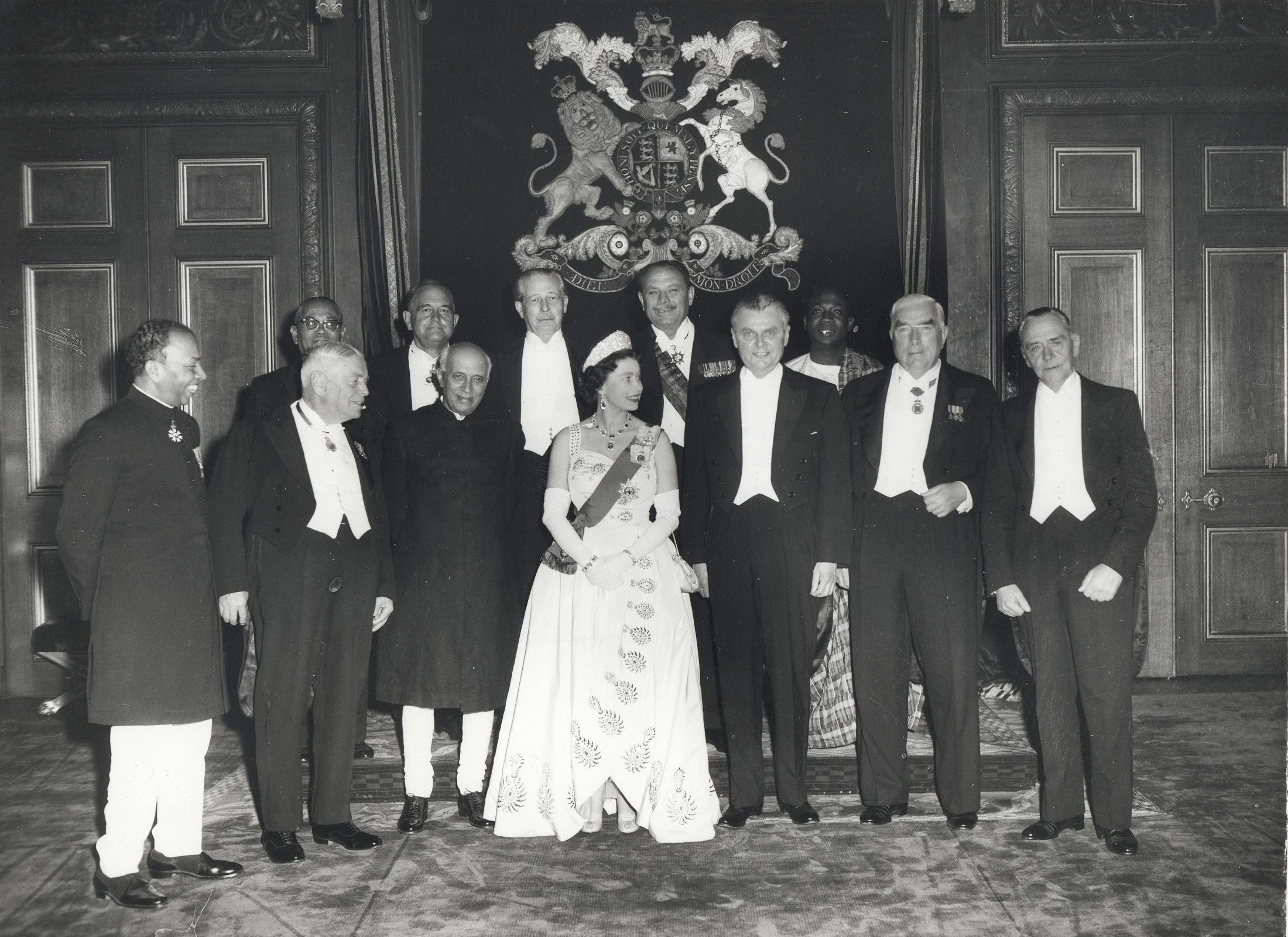
Königin Elisabeth II. und Politiker des Commonwealth im Windsor Castle (1960)

Im Laufe ihrer über sieben Jahrzehnte langen Herrschaft erlebte die Königin die Umwandlung des Britischen Empire zum Commonwealth of Nations. Bei ihrer Thronbesteigung war ihre Rolle als Staatsoberhaupt verschiedener unabhängiger Staaten bereits etabliert. 1953/54 unternahmen sie und ihr Ehemann eine sechs Monate dauernde Weltreise. Sie war die erste Monarchin Australiens und Neuseelands, die diese Länder während ihrer Herrschaft besuchte. Schätzungen zufolge sollen drei Viertel aller Australier sie damals gesehen haben. Im Verlaufe ihrer Herrschaft absolvierte sie über 100 Staatsbesuche und über 180 Reisen in die Commonwealth Realms; sie gilt als das am weitesten gereiste Staatsoberhaupt der Geschichte.
1956 erörterten der französische Premierminister Guy Mollet und der britische Premierminister Anthony Eden die Möglichkeit einer französisch-britischen Union oder des Beitritts Frankreichs zum Commonwealth. Elisabeth wäre dadurch auch französisches Staatsoberhaupt geworden (1801 hatte Georg III. den theoretischen Anspruch auf den französischen Thron aufgegeben). Beide Vorschläge scheiterten. Frankreich unterzeichnete im folgenden Jahr die Römischen Verträge, welche die Europäische Wirtschaftsgemeinschaft begründeten, die Vorläuferin der Europäischen Union. Im November 1956 fielen britische und französische Truppen in Ägypten ein, um im Zuge der Sueskrise den Suezkanal unter ihre Kontrolle zu bringen. Lord Mountbatten behauptete, die Königin sei gegen die Invasion gewesen. Eden, der zwei Monate später zurücktrat, bestritt dies.
1957 besuchte die Königin die Vereinigten Staaten und sprach in New York vor der Generalversammlung der Vereinten Nationen im Namen des Commonwealth. Auf derselben Reise war sie in Ottawa die erste kanadische Monarchin, die persönlich die Parlamentseröffnung vornahm. Bei einem Staatsbesuch in Ghana 1961 tat sie Befürchtungen um ihre Sicherheit ab, obschon ihr Gastgeber Kwame Nkrumah, der sie als Staatsoberhaupt abgelöst hatte, das Ziel von Attentätern war. Harold Macmillan schrieb: „Die Königin war die ganze Zeit absolut entschlossen […]. Sie war verärgert über die Einstellung ihr gegenüber, sie wie […] einen Filmstar zu behandeln […]. Sie hat tatsächlich ‚das Herz und Mark eines Mannes‘“ (eine Anspielung auf die Tilbury-Rede von Königin Elisabeth I.). Vor einer Reise durch Québec 1964 gab es Gerüchte in den Medien, wonach extremistische Quebecer Separatisten einen Anschlag auf die Königin planten. Zwar kam es zu keinem Anschlag, jedoch brach ein Krawall aus, als sie sich in Montreal aufhielt. Die Medien berichteten über „ihre Gelassenheit und ihren Mut angesichts der Gewalt“.
Im Frühjahr 1965 besuchte die Königin Deutschland, was laut ihrer Hofdame Lady Susan im Vereinigten Königreich als ein Akt der Versöhnung nach den beiden Weltkriegen wahrgenommen wurde.
Nur dreimal während ihrer Herrschaft nahm Elisabeth nicht die Eröffnung des britischen Parlaments vor; 1959 und 1963 war sie mit Andrew bzw. mit Edward schwanger, 2022 waren es gesundheitliche Gründe. Zusätzlich zur Ausführung traditioneller Zeremonien begründete sie auch neue Gewohnheiten. Sie wollte auf ihren Reisen nicht nur Behördenvertreter und Würdenträger treffen und unternahm 1969 beim Staatsbesuch in Österreich und auch 1970 während einer Reise durch Australien und Neuseeland erstmals royal walkabouts („königliche Rundgänge“), bei denen sie auf „gewöhnliche Leute“ zuging, um mit ihnen Gespräche zu führen.

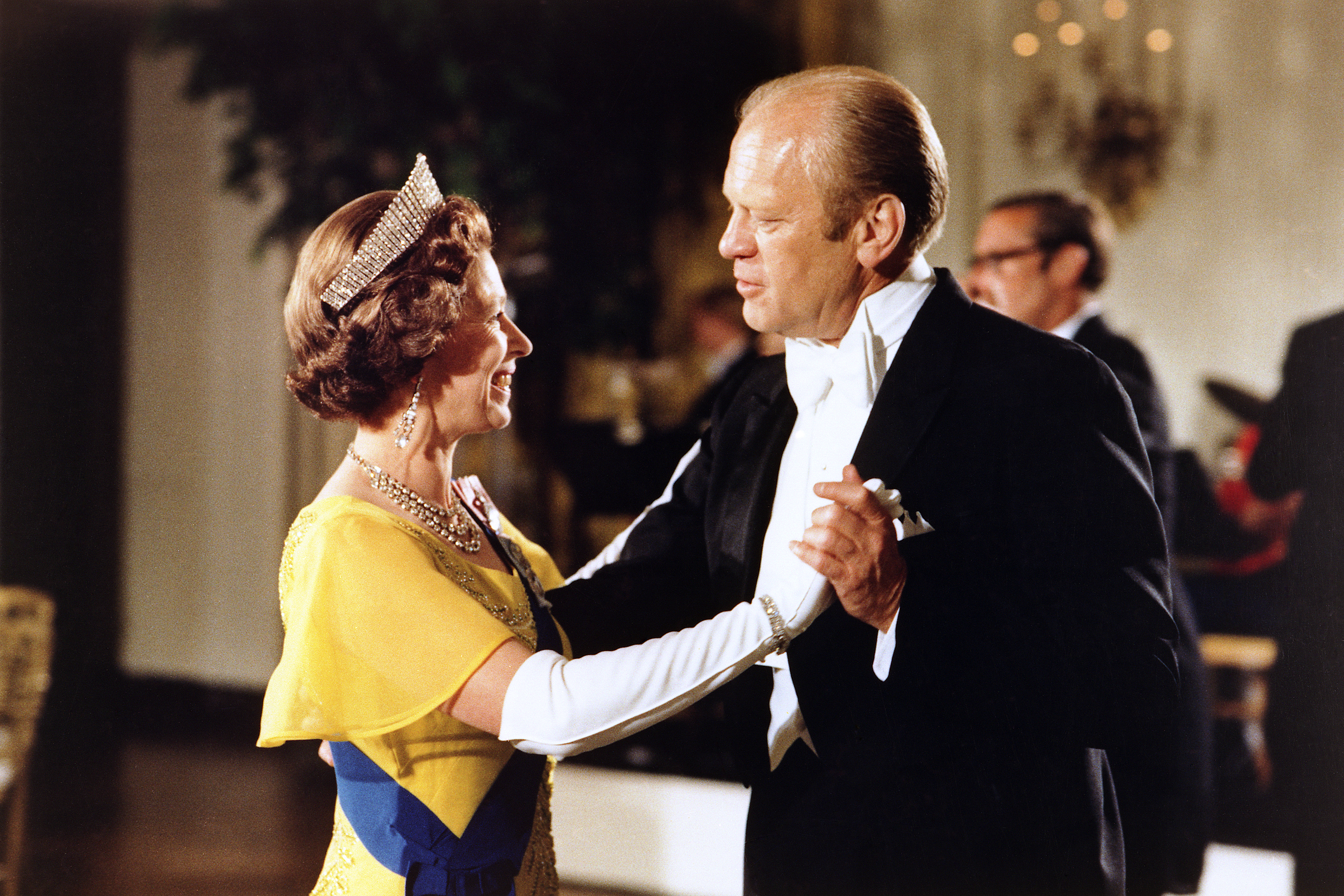
Die Königin tanzt mit US-Präsident Gerald Ford (1976)

In den 1960er- und 1970er-Jahren beschleunigte sich die Entkolonialisierung Afrikas und der Karibik. Mehr als 20 Länder erlangten als Teil eines geplanten Übergangs zur Selbstverwaltung ihre Unabhängigkeit vom Vereinigten Königreich. Dieses Vorgehen war auch für Rhodesien vorgesehen, doch 1965 widersetzte sich der rhodesische Premierminister Ian Smith dem britischen Ansinnen, die Macht mit der schwarzen Bevölkerungsmehrheit zu teilen. Seine Regierung erklärte einseitig die Unabhängigkeit des Landes, während sie gleichzeitig die „Loyalität und Ergebenheit“ zu Elisabeth zum Ausdruck brachte. Die Königin entließ ihn in einer formellen Erklärung, und die internationale Gemeinschaft erließ Sanktionen gegen Rhodesien. Dennoch hielt sich Smith bis 1979 an der Macht.

#### Politische Einflussnahme
Die Conservative Party hatte lange keine festen Regeln für die Wahl eines neuen Parteivorsitzenden. Nach Anthony Edens Rücktritt fiel der Königin deshalb die Aufgabe zu, einen Kandidaten mit der Regierungsbildung zu beauftragen. Eden empfahl, dass sie sich mit Lord Salisbury, dem Lord President of the Council, beratschlagen solle. Lord Salisbury und Lordkanzler Lord Kilmuir sprachen daraufhin mit dem Kabinett, Winston Churchill und dem Vorsitzenden des aus Hinterbänklern zusammengesetzten 1922 Committee. Schließlich setzte Elisabeth den vorgeschlagenen Kandidaten Harold Macmillan ein. Als dieser 1963 zurücktrat, folgte die Königin seinem Ratschlag, Alec Douglas-Home als Premierminister einzusetzen. Wie schon 1957 wurde sie dafür kritisiert, dem Rat einer kleinen Gruppe von Ministern oder eines einzelnen Ministers gefolgt zu sein. 1965 führte die Conservative Party ein Regelwerk für die Wahl eines Vorsitzenden ein, womit die Beteiligung der Königin nicht mehr notwendig war.
Im Februar 1974 gab der britische Premierminister Edward Heath der Königin den Ratschlag, Neuwahlen auszurufen. Sie befand sich zu diesem Zeitpunkt auf einer Reise durch die Pazifikstaaten und musste ins Vereinigte Königreich zurückfliegen. Die Wahlen ergaben keine klaren Mehrheitsverhältnisse (ein hung parliament). Heaths Conservative Party hatte zwar vier Sitze weniger als die Labour Party, hätte aber mit der Liberal Party eine Koalition bilden können. Als die Koalitionsverhandlungen scheiterten, bat die Königin Oppositionsführer Harold Wilson, eine Regierung zu bilden.
Auf dem Höhepunkt der Verfassungskrise von 1975 wurde der australische Premierminister Gough Whitlam durch Generalgouverneur John Kerr des Amtes enthoben, nachdem der von der Opposition kontrollierte Senat die Budgetvorschläge der Regierung zurückgewiesen hatte. Da Whitlam im Repräsentantenhaus über eine Mehrheit verfügte, bat der Speaker die Königin darum, Kerrs Entscheidung rückgängig zu machen. Sie lehnte die Bitte mit der Begründung ab, sie mische sich nicht in Entscheidungen ein, die gemäß der australischen Verfassung dem Generalgouverneur vorbehalten seien. Die Whitlam-Krise führte zu einer Stärkung jener politischen Kräfte Australiens, die eine republikanische Staatsform anstrebten.

#### Silbernes Thronjubiläum, Spionage
1977 war das Jahr von Elisabeths silbernem Thronjubiläum. Im ganzen Commonwealth fanden Feste und Veranstaltungen statt, viele davon im Zusammenhang mit ihren Reisen durch die Königreiche. Die Festivitäten bestätigten die Beliebtheit der Königin, trotz der fast gleichzeitig geführten Pressekampagne gegen Prinzessin Margaret, die sich von ihrem Ehemann getrennt hatte.
Widerwillig empfing Elisabeth im Juni 1978 den rumänischen Diktator Nicolae Ceaușescu und dessen Ehefrau Elena, die von der britischen Regierung zu einem dreitägigen Staatsbesuch eingeladen worden waren. Ihre Abscheu soll so groß gewesen sein, dass sie sich während eines Spaziergangs im Garten des Buckingham Palace hinter einem Gebüsch versteckt haben soll, um einer Begegnung mit ihnen zu entgehen. Nach Ceaușescus Sturz im Dezember 1989 widerrief sie die ihm verliehene Ritterwürde und sandte ihren Stern der Sozialistischen Republik Rumänien zurück.
1979 wurde Anthony Blunt, früherer Direktor der Gemäldesammlung der Royal Collection, als sowjetischer Spion und Mitglied der Cambridge Five entlarvt. Am 27. August desselben Jahres fiel Prinz Philips Onkel Lord Mountbatten, zu dem sie ein besonders freundschaftliches Verhältnis hatte, einem Attentat der IRA zum Opfer.

#### Lösung der verfassungsrechtlichen Bindungen Kanadas
Laut Paul Martin sr. war die Königin gegen Ende der 1970er-Jahre besorgt, dass die Monarchie für den kanadischen Premierminister Pierre Trudeau „nur wenig bedeutete“. Nach Angaben von Tony Benn fand die Königin Trudeau „ziemlich enttäuschend“. Der kanadische Premierminister ließ offen seine Missbilligung der Monarchie durchblicken, indem er zum Beispiel 1977 auf einem Geländer im Buckingham Palace herunterrutschte oder indem er hinter Elisabeths Rücken eine Pirouette drehte. Konkreter wurde sein Vorgehen, als er verschiedene königliche Symbole in Kanada entfernen ließ. 1980 begaben sich kanadische Politiker nach London, um die Trennung der letzten verfassungsrechtlichen Bindungen Kanadas zum Vereinigten Königreich zu besprechen. Sie stellten dabei fest, dass die Königin „besser informiert war als irgendeiner der britischen Politiker oder Bürokraten“. Mit dem Verfassungsgesetz von 1982 verlor das britische Parlament seine letzte Einflussmöglichkeit in Kanada, die Monarchie blieb aber erhalten. Trudeau schrieb in seinen Memoiren, die Königin habe seine Bemühungen unterstützt, die Verfassung zu reformieren. Er sei beeindruckt gewesen „von der Würde, die sie in der Öffentlichkeit zeigte“ und „von der Weisheit, die sie im Privaten zeigte“.

#### Gefährdete Sicherheit, zwiespältiges Verhältnis zu den USA

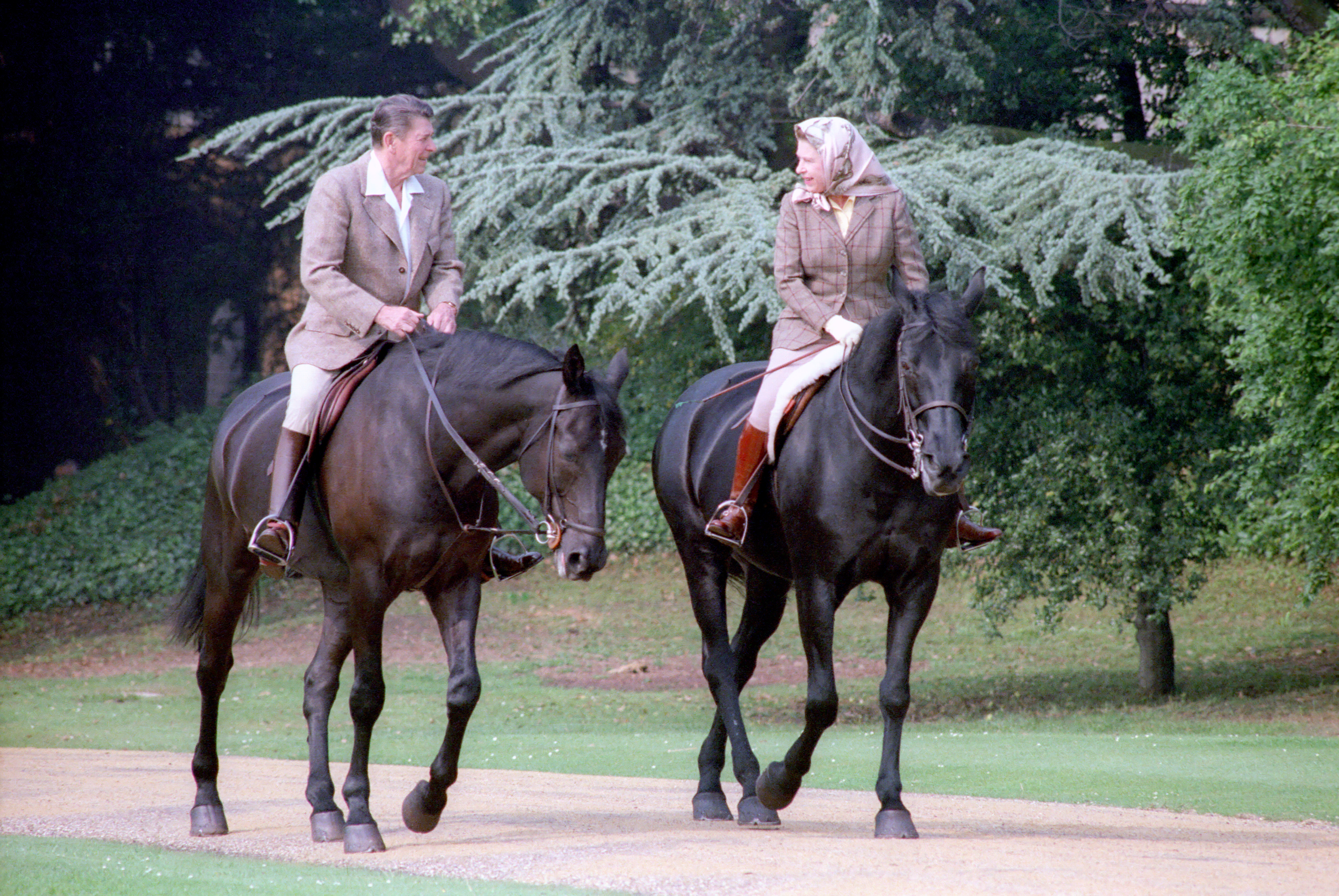
US-Präsident Ronald Reagan und Königin Elisabeth (1982)

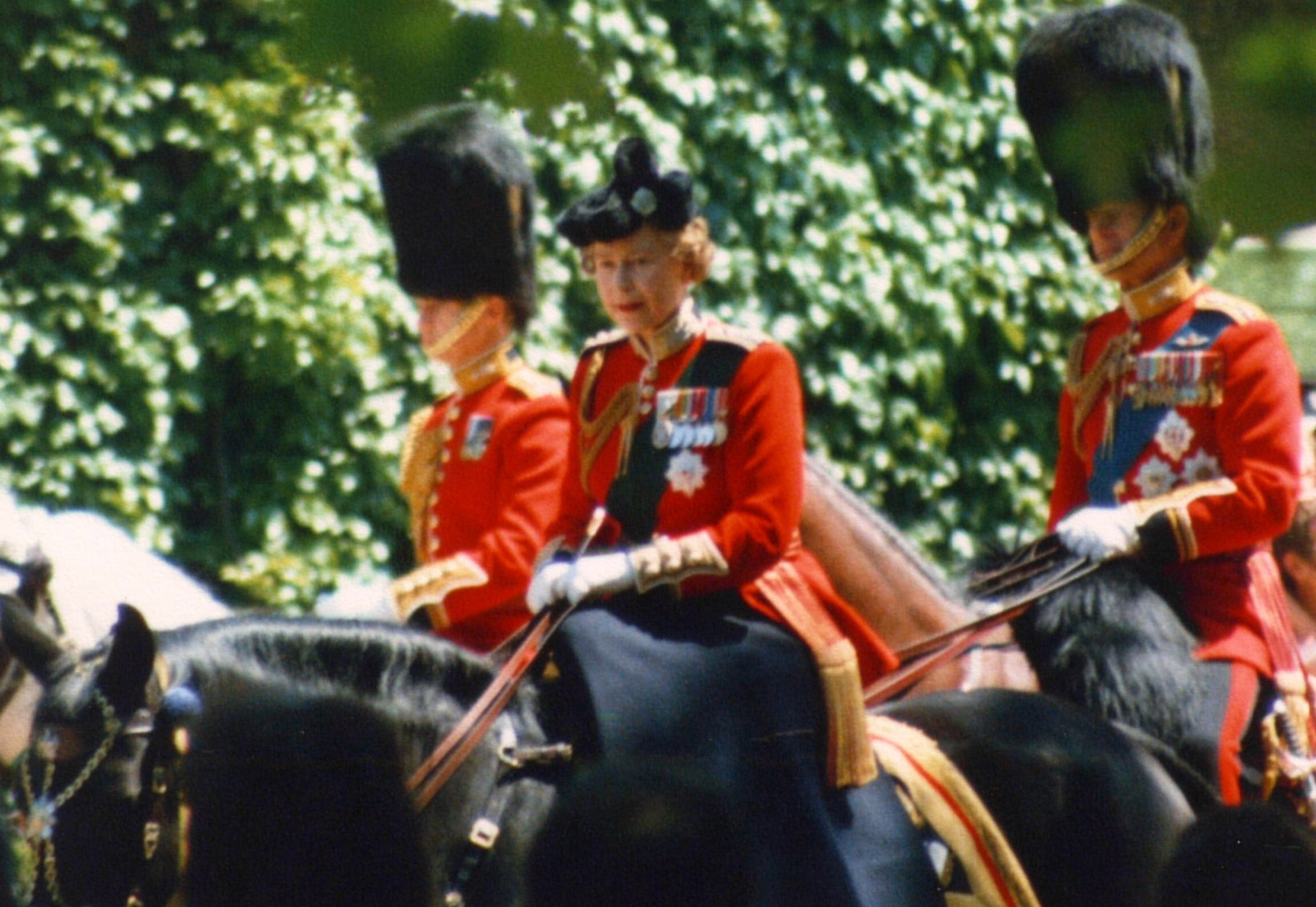
Elisabeth auf ihrem Pferd Burmese bei Trooping the Colour (1986)

Während der jährlichen Truppenparade zu Ehren des königlichen Geburtstags, des Trooping the Colour auf The Mall im Juni 1981, wurden sechs Schüsse auf Elisabeth abgefeuert, als sie auf ihrem Pferd Burmese ritt. Dies geschah nur sechs Wochen vor der Heirat von Prinz Charles mit Lady Diana Spencer. Wie sich zeigte, hatte es sich dabei um Platzpatronen gehandelt. Der 17-jährige Schütze Marcus Sarjeant, der ursprünglich ein Gewehr mit scharfer Munition verwenden wollte, wurde zu einer Gefängnisstrafe von fünf Jahren verurteilt und nach drei Jahren vorzeitig entlassen. Am frühen Morgen des 9. Juli 1982 schlich sich Michael Fagan ins Schlafzimmer der Königin. Sie verwickelte ihn mehrere Minuten lang in ein Gespräch, bis die Polizei ihn abführen konnte.
Elisabeths Sohn Andrew, der in der Royal Navy eine Ausbildung zum Hubschrauberpiloten absolviert hatte, nahm 1982 an Bord des Flugzeugträgers Invincible an Kampfhandlungen des Falklandkriegs teil.
Zwiespältig war ihr Verhältnis zum amerikanischen Präsidenten Ronald Reagan: Zwar hatte sie ihn 1982 im Windsor Castle empfangen und ein Jahr später einen Gegenbesuch auf seiner kalifornischen Ranch abgestattet, doch war sie erzürnt, als er die US-Invasion in Grenada befahl, ohne sie zuvor über die Militärintervention in einem ihrer Königreiche zu informieren.

#### Im Fokus der Massenmedien
In den 1980er-Jahren nahm das Interesse an den Ansichten und am Privatleben der Königsfamilie deutlich zu, was in der Presse zu einer Reihe aufsehenerregender Artikel führte, von denen einige Erfundenes enthielten. Kelvin MacKenzie, Herausgeber der Sun, befahl seinen Angestellten: „Gebt mir eine Sonntag-bis-Montag-Furore über die Royals. Sorgt euch nicht, wenn es nicht wahr ist – solange danach nicht zuviel Aufhebens darum gemacht wird.“ Verleger Donald Trelford schrieb am 21. September 1986 im Observer: „Die königliche Seifenoper hat nun ein derart großes öffentliches Interesse erreicht, dass die Grenze zwischen Fakten und Fiktion nicht mehr zu erkennen ist […]. Es ist nicht einfach so, dass einige Zeitungen ihre Fakten nicht überprüfen oder Dementi akzeptieren; es ist ihnen egal, ob die Storys wahr sind oder nicht.“
Die Sunday Times vom 20. Juli 1986 berichtete, die Königin sei besorgt, dass die Wirtschaftspolitik von Premierministerin Margaret Thatcher soziale Gegensätze fördere; sie sei beunruhigt über die hohe Arbeitslosigkeit, Rassenunruhen, den gewalttätigen Bergarbeiterstreik und Thatchers Weigerung, Sanktionen gegen das südafrikanische Apartheid-Regime anzuordnen. Zu den Quellen der Gerüchte gehörten der königliche Pressesekretär Michael Shea und Shridath Ramphal, Generalsekretär des Commonwealth. Shea behauptete, seine Aussagen seien aus dem Zusammenhang gerissen und mit Spekulationen ausgeschmückt worden. Thatchers Biograf John Campbell bezeichnete den Artikel als „ein Stück journalistischer Hetze“. In ihrer 1993 erschienenen Biografie bestritt Thatcher ein Zerwürfnis und zeigte sogar Bewunderung für Elisabeth. Nach ihrer Ablösung durch John Major erhielt sie von der Königin zwei persönliche Ehrungen, die Aufnahme in den Order of Merit und in den Hosenbandorden.
Der kanadische Premierminister Brian Mulroney war der Ansicht, Elisabeth sei eine „Kraft hinter den Kulissen“ bei der Beendigung der Apartheid in Südafrika gewesen. 1987 äußerte sie in Kanada öffentlich ihre Unterstützung für den Meech Lake Accord, was Kritik von Gegnern dieser umstrittenen Verfassungsreform hervorrief, darunter Pierre Trudeau. Im selben Jahr wurde die gewählte Regierung Fidschis durch einen Militärputsch gestürzt. Als Monarchin von Fidschi unterstützte Elisabeth die Bemühungen des Generalgouverneurs Penaia Ganilau, die exekutiven Rechte durchzusetzen und eine Einigung auszuhandeln. Putschanführer Sitiveni Rabuka enthob Ganilau des Amtes und erklärte Fidschi zu einer Republik.
Im Vereinigten Königreich wuchs die Zustimmung für die Einführung einer Republik. Die Presse brachte Schätzungen über das persönliche Vermögen der Königin in Umlauf, die vom Königshaus bestritten wurden; hinzu kamen Berichte über Liebesaffären und zerrüttete Ehen im erweiterten Familienkreis. Die Beteiligung ihrer Kinder Andrew, Anne und Edward an der von der BBC ausgestrahlten Wohltätigkeits-Spielshow It’s a Royal Knockout (eine Adaption von Spiel ohne Grenzen) sorgte 1987 für viel Spott, und die Königin wurde zur Zielscheibe beißender Satire.
Am 17. Mai 1991, wenige Monate nach dem Ende des Zweiten Golfkriegs, war Elisabeth die erste britische Monarchin, die vor den Kongress der Vereinigten Staaten trat. In ihrer Ansprache hielt sie fest, die Geschichte habe gezeigt, dass Macht aus Gewehrläufen nie lange anhalte und dass erfolgreiche Gesellschaften auf gegenseitiger Verständigung beruhten.

#### „Annus horribilis“, Elisabeth als moralischer Anker der Monarchie

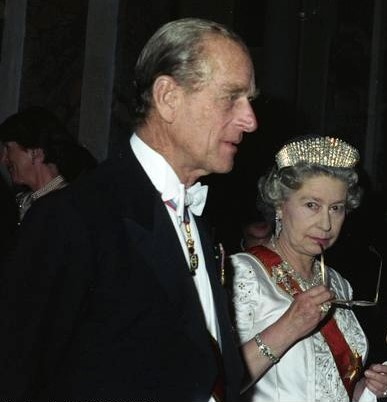
Prinz Philip und Königin Elisabeth II. zu Besuch in Deutschland (1992)

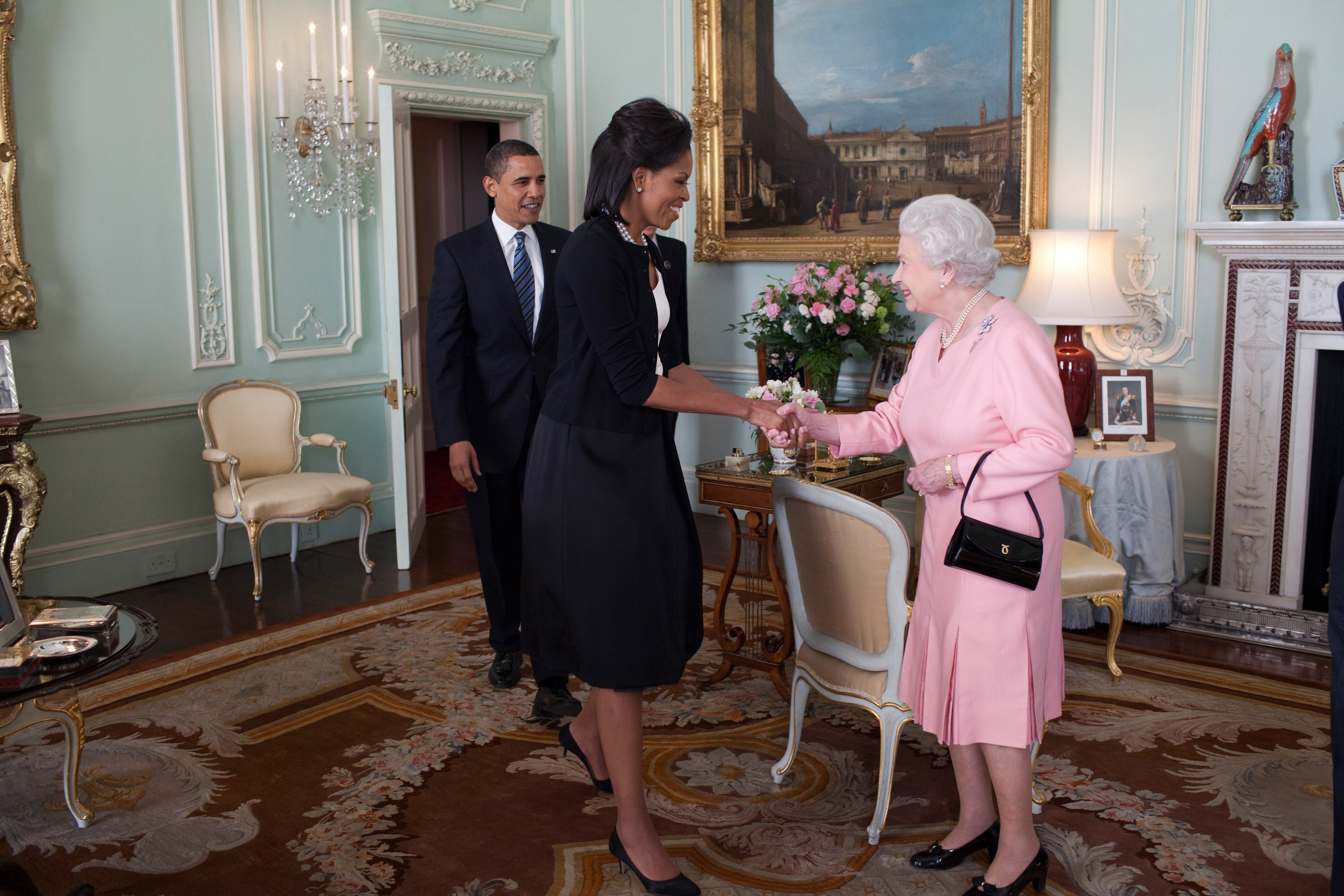
Elisabeth II. empfängt First Lady Michelle Obama und US-Präsident Barack Obama im Buckingham Palace (2009)

In einer Ansprache, die Elisabeth am 24. November 1992 in der Londoner Guildhall aus Anlass ihres 40. Thronjubiläums hielt, bezeichnete sie das vergangene Jahr als Annus horribilis („Schreckensjahr“). Mit diesem Ausdruck spielte sie auf verschiedene Ereignisse an: Im März hatten sich ihr Sohn Andrew und dessen Ehefrau Sarah Ferguson getrennt; im April ließ sich ihre Tochter Anne von Mark Phillips scheiden; im November erlitt Windsor Castle erhebliche Brandschäden.
Die Monarchie musste sich wachsender Kritik und öffentlicher Beobachtung stellen. In ihrer ungewohnt persönlich gehaltenen Rede sagte die Königin, dass jede Institution Kritik erwarten müsse; diese könne aber ebenso effektiv sein, wenn sie „mit etwas Humor, Sanftmut und Verständnis“ vorgebracht werde. Zwei Tage später kündigte Premierminister John Major eine Reform der königlichen Finanzen an: Unter anderem musste die Königin ab 1993 erstmals Einkommensteuern bezahlen und die Zivilliste wurde gekürzt. Im Dezember verkündete Major im House of Commons die Trennung von Prinz Charles und Prinzessin Diana. Das „Schreckensjahr“ endete mit einer Klage der Königin gegen die Boulevardzeitung The Sun wegen Verletzung des Urheberrechts, da der Text ihrer traditionellen Weihnachtsansprache zwei Tage vor der Ausstrahlung veröffentlicht worden war. Die Zeitung musste die Anwaltskosten der Königin übernehmen und 200.000 Pfund für wohltätige Zwecke spenden.
In den folgenden Jahren hielten Enthüllungen über den Zustand der Ehe von Charles und Diana an. Obwohl die Zustimmung für den Republikanismus im Vereinigten Königreich hoch zu sein schien, lehnte stets nur eine Minderheit der Bevölkerung die Monarchie ab; vor allem die Königin hatte hohe Zustimmungswerte. Die Kritik betraf die Institution als solche und ihren weiteren Familienkreis, nicht sie persönlich oder ihr Verhalten. In Australien, wo republikanisches Gedankengut traditionell stets verbreitet war, wurde am 6. November 1999 das Referendum zur Abschaffung der Monarchie abgelehnt.
In Tuvalu scheiterte ein solches Referendum am 30. April 2008 und in St. Vincent und den Grenadinen am 25. November 2009.
Im Einvernehmen mit Premierminister Major, Erzbischof George Carey, Privatsekretär Robert Fellowes und Ehemann Philip schrieb die Königin Ende Dezember 1995 einen Brief an Charles und Diana und betonte, dass eine Scheidung wünschenswert sei. Die Ehe wurde 1996 geschieden; Diana starb am 31. August 1997 in Paris bei einem Autounfall. Die Königin weilte zu dieser Zeit auf Balmoral Castle im Urlaub. Die Enkel William und Harry wollten in der Kirche trauern, sodass die Königin und der Prinzgemahl sie an jenem Morgen dorthin begleiteten. Nach diesem einzigen öffentlichen Auftritt schirmten Elisabeth und Philip ihre Enkel fünf Tage lang von dem immensen Interesse der Medien ab. Die Abgeschiedenheit der Königsfamilie und die Tatsache, dass sie keine Flagge über dem Buckingham auf halbmast wehen ließ, lösten in der Öffentlichkeit große Irritation aus. Durch die zum Teil feindseligen Reaktionen unter Druck gesetzt, kehrte die Königin nach London zurück und hielt am 5. September, einen Tag vor Dianas Beerdigung, eine Fernsehansprache. Darin brachte sie ihre Bewunderung für Diana und ihre „großmütterlichen Gefühle“ für die Prinzen William und Harry zum Ausdruck. Nach dieser Ansprache verflog die negative Stimmung zum größten Teil.

#### Goldenes Thronjubiläum, Aussöhnung mit Irland
2002 feierte Elisabeth ihr goldenes Thronjubiläum. Ihre Schwester und ihre Mutter starben im Februar bzw. im März, woraufhin die Medien zu spekulieren begannen, ob das Jubiläum ein Erfolg oder ein Misserfolg sein würde. Erneut unternahm die Königin ausgedehnte Reisen durch die Commonwealth Realms, angefangen mit Jamaika im Februar. Die dreitägigen Hauptfeiern in London zogen täglich über eine Million Besucher an, die Begeisterung für die Königin erschien größer als von manchen monarchiekritischen Journalisten vorausgesagt.
Im Mai 2007 berichtete der Daily Telegraph, laut ungenannten Quellen sei die Königin „außer sich und frustriert“ über die Politik von Premierminister Tony Blair. Sie sei besorgt gewesen, die britischen Truppen in Irak und Afghanistan würden überbeansprucht; außerdem habe sie wiederholt zum Ausdruck gebracht, ihm fehle das Verständnis für die Anliegen der ländlichen Gegenden. Hingegen bewundere sie Blairs Anstrengungen, um in Nordirland Frieden zu schaffen. Neun Jahre zuvor hatte sie sich positiv über den Abschluss des Karfreitagsabkommens geäußert, woraufhin der DUP-Vorsitzende Ian Paisley, der das Abkommen ablehnte, sie als „Blairs Papagei“ bezeichnete. Auf Einladung der irischen Präsidentin Mary McAleese stattete Elisabeth im Mai 2011 als erste britische Monarchin der Republik Irland einen Staatsbesuch ab. Der Besuch wurde als Symbol für die Normalisierung der britisch-irischen Beziehungen gewertet.

#### Diamantenes Thronjubiläum und Ehrungen

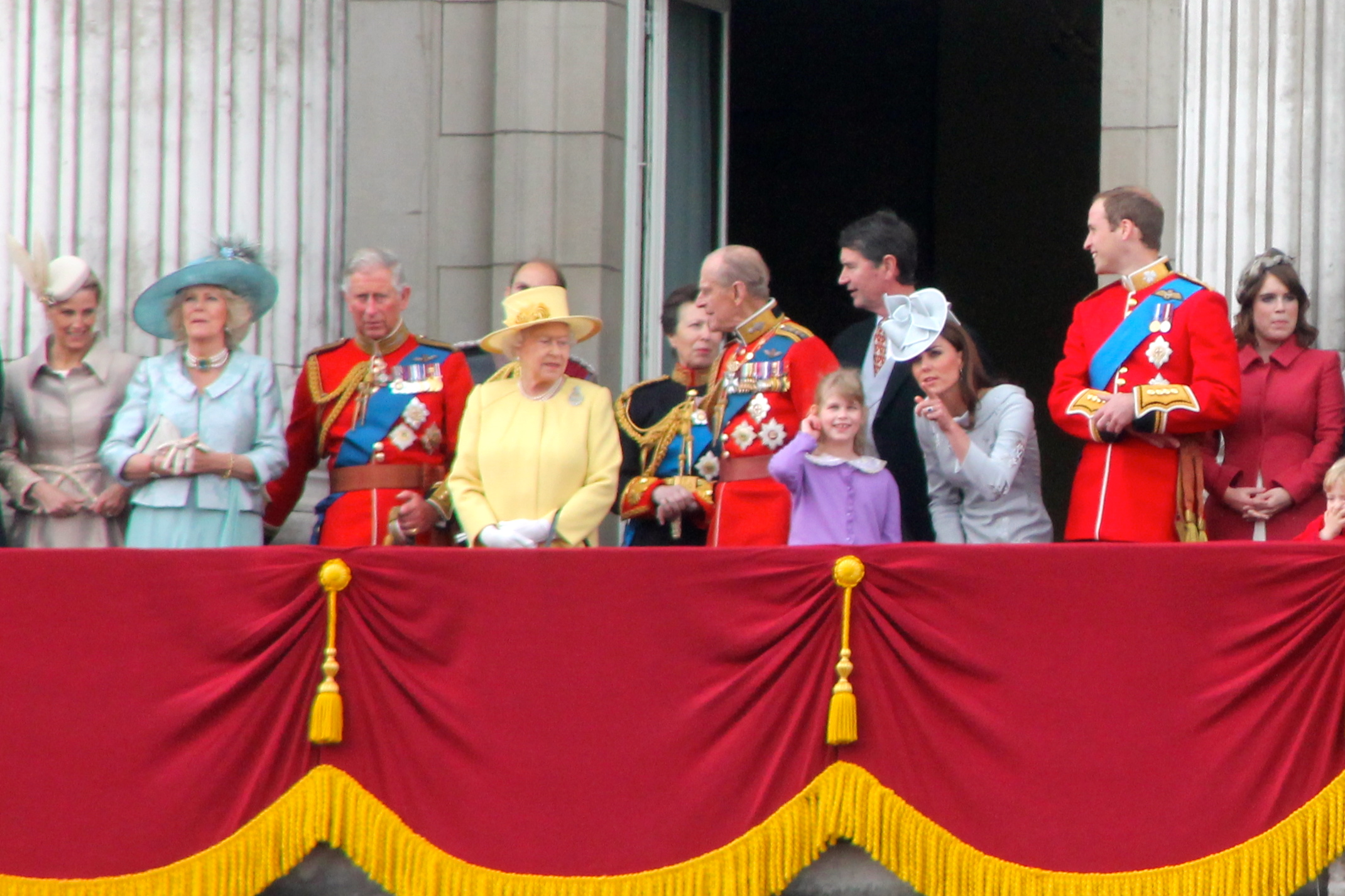
Die Königsfamilie auf dem Balkon des Buckingham Palace (Juni 2012)

Im Jahr ihres diamantenen Thronjubiläums 2012 beschränkte sich Elisabeth auf Reisen im Vereinigten Königreich. Zu den Höhepunkten der Feierlichkeiten gehörte der Thames Diamond Jubilee Pageant, eine Parade von 1000 Booten und Schiffen auf der Themse in London; es war die größte Parade dieser Art, die jemals stattgefunden hatte.
Die Königin eröffnete die in London stattfindenden Olympischen Sommerspiele 2012 (ebenso die Sommer-Paralympics 2012). Sie war somit das erste Staatsoberhaupt, das zwei Olympische Spiele in zwei verschiedenen Ländern eröffnet hatte (nach den Sommerspielen 1976 in Montreal). Während der Eröffnungsfeier im Olympiastadion wurde der von Danny Boyle gedrehte Kurzfilm Happy and Glorious gezeigt, in dem sie sich selbst spielte, an der Seite von Daniel Craig in der Rolle des Geheimagenten James Bond. Im April 2013 erhielt sie einen BAFTA-Ehrenpreis für ihre Unterstützung der britischen Filmindustrie und wurde während der Zeremonie als „unvergesslichstes Bond-Girl aller Zeiten“ bezeichnet.
Am 18. Dezember 2012 war Elisabeth die erste britische Monarchin seit George III. im Jahr 1781, die in Friedenszeiten an einer Kabinettssitzung der britischen Regierung teilnahm; bei dieser Gelegenheit erhielt ein Teil des Britischen Antarktis-Territoriums die Bezeichnung Queen Elizabeth Land. Aufgrund ihres fortgeschrittenen Alters reiste sie im November 2013 nicht nach Sri Lanka zu der alle zwei Jahre stattfindenden Konferenz der Commonwealth-Regierungschefs. Es war das erste Mal seit 1973, dass sie nicht an diesem Gipfeltreffen anwesend war; stattdessen wurde sie durch ihren Sohn Charles vertreten.

#### Thronrekorde, Fernsehansprachen, Familienangelegenheiten und Rückzug
Elisabeths Herrschaftsdauer war die längste aller britischen Monarchen. Den vorherigen Rekord von Königin Victoria (mit einer Regierungszeit von 63 Jahren und 7 Monaten) übertraf sie am 9. September 2015. Nach dem Tod des saudischen Königs Abdullah ibn Abd al-Aziz am 23. Januar 2015 wurde Elisabeth die älteste amtierende Monarchin der Welt. Mit dem Tod des thailändischen Königs Bhumibol am 13. Oktober 2016 hatte sie auch die längste Amtszeit aller lebenden Monarchen inne. Aus Anlass ihres 90. Geburtstages wurde das Buch The Servant Queen and the King She Serves, das sich mit ihrem Glauben befasst und zu dem sie ein Vorwort schrieb, veröffentlicht.
Elisabeth II. hielt während ihrer Herrschaft fünf außerordentliche Fernsehansprachen: 1991 während des Golfkriegs, 1997 vor der Beisetzung von Prinzessin Diana, 2002 nach dem Tod ihrer Mutter, 2012 anlässlich ihres 60-jährigen Thronjubiläums und 2020 während der COVID-19-Pandemie. Den Austritt des Vereinigten Königreichs aus der Europäischen Union am 31. Januar 2020 kommentierte sie nicht. Nachdem ihr Enkel Prinz Harry bereits im Januar 2020 seinen Rückzug aus dem Königshaus angekündigt hatte, gab das Königshaus im selben Monat Harrys Abdankung von seinen königlichen Pflichten bekannt. Im Mai 2020 entschied sie, dass ihr zweitgeborener Sohn, Prinz Andrew, nach Vorwürfen sexueller Übergriffe, das Königshaus dauerhaft nicht mehr vertreten werde. Sie entzog Andrew zudem alle militärischen Ehrendienstgrade.
Hatte Elisabeth II. bereits ab etwa 2007 mehr Zeit auf Schloss Windsor als im Buckingham Palace verbracht, zog sie sich zu Beginn des Jahres 2020 zum Schutz vor der Pandemie mit ihrem Mann Prinz Philip gänzlich dorthin zurück. Dort starb Philip im April 2021 im Alter von 99 Jahren. Im März 2022 gab ihr Hof bekannt, dass sie nicht mehr in den zu jener Zeit baufälligen Buckingham Palace zurückkehren werde.

#### Letztes Lebensjahr
Im Februar 2022 war Elisabeth II. leicht an COVID-19 erkrankt. Im selben Monat jährte sich ihre Thronbesteigung zum 70. Mal. Das Platinjubiläum wurde vom 2. bis 5. Juni mit vielen Veranstaltungen gefeiert. Anlässlich des Jubiläums veröffentlichte das Königshaus einen Kurzfilm, einen Sketch mit Elisabeth und dem Paddington Bär.
Die Zahl ihrer öffentlichen Auftritte reduzierte sie 2022 stark. Ihren Auftritt beim Commonwealth-Tag im März 2022 musste sie absagen. Im Mai 2022 hielt Elisabeth II. aus gesundheitlichen Gründen erstmals seit 1963 nicht die Thronrede zur Eröffnung einer Sitzungsperiode des britischen Parlaments. Dies übernahm stattdessen Prinz Charles. Noch zwei Tage vor ihrem Tod entließ Elisabeth II. am 6. September 2022 Boris Johnson als Premierminister des Vereinigten Königreichs und ernannte Liz Truss zu seiner Nachfolgerin, aus gesundheitlichen Gründen entgegen der Tradition nicht im Buckingham Palace, sondern auf Schloss Balmoral.

#### Tod und Trauerfeierlichkeiten

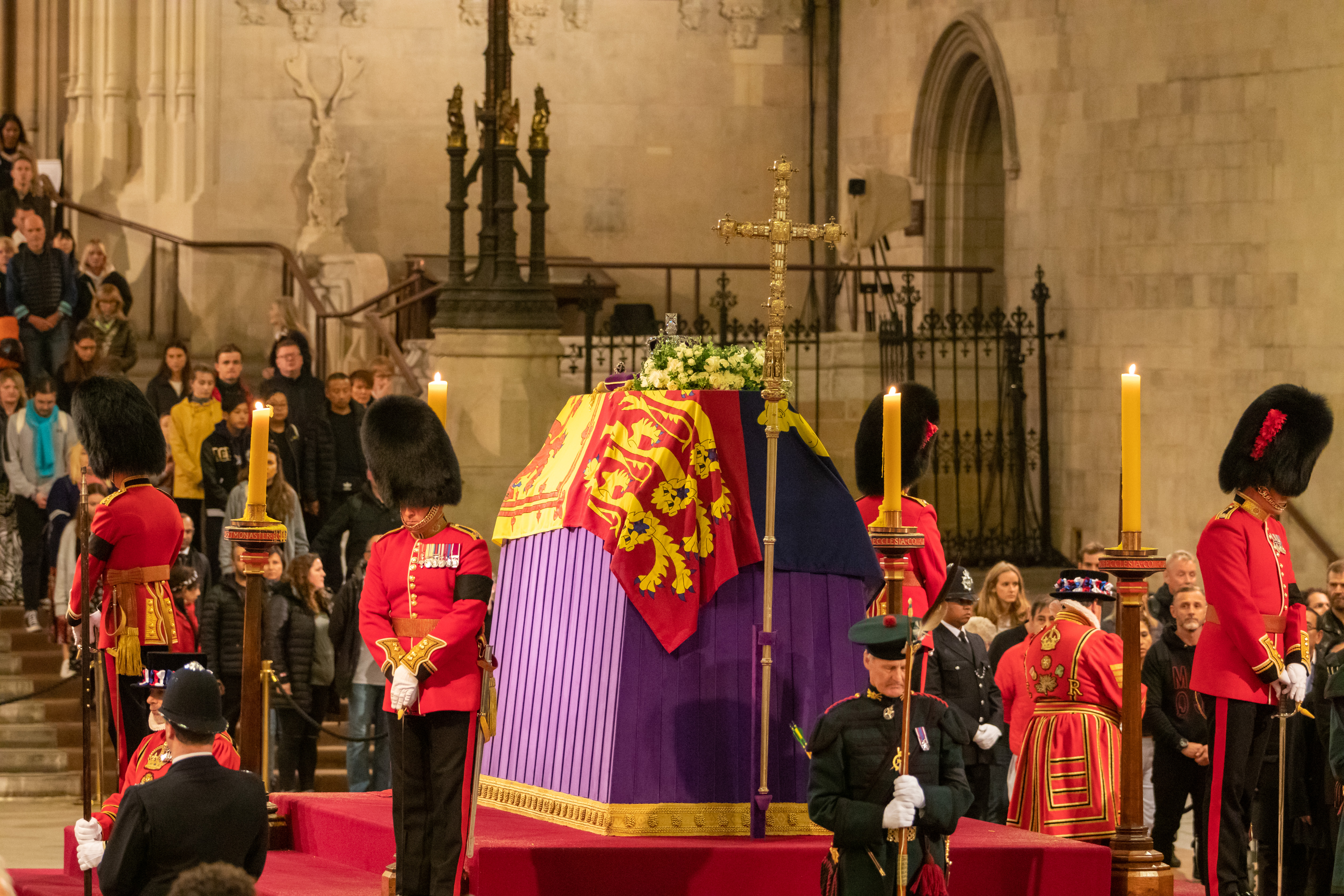
Öffentliche Aufbahrung
(Lying-in-State) von Elisabeth II.
in der Westminster Hall
(18. September 2022)

Am Nachmittag des 8. Septembers 2022, um 15:10 Uhr Ortszeit, starb Elisabeth II. auf Balmoral Castle im Alter von 96 Jahren an Altersschwäche, worauf die Operation London Bridge und die Operation Unicorn ausgelöst wurden. Ihr ältester Sohn trat als Charles III. unmittelbar ihre Nachfolge als König des Vereinigten Königreichs an. Ein Fahrzeugkonvoi brachte den Sarg der Königin am 11. September zunächst in das nahe Ballater, wo die Queen während ihrer Aufenthalte auf Balmoral die Gottesdienste besuchte. Nach Zwischenstopps in Aberdeen und in Dundee erreichte er den Holyrood Palace in Edinburgh. Der Sarg wurde zunächst dort aufgebahrt und anschließend einen Tag lang in der St Giles’ Cathedral. Am 13. September überführte eine Maschine der Royal Air Force den Sarg zum Militärflughafen Northolt in London. Leichnam und Sarg befanden sich über Nacht im Bow Room des Buckingham Palace. Am folgenden Tag wurden sie in einer feierlichen Prozession zum Palace of Westminster verbracht und in der Westminster Hall erneut aufgebahrt. Beim dortigen Lying-in-State hatte die Bevölkerung bis zum Tag der Bestattung am 19. September Gelegenheit, sich von ihr zu verabschieden. Sämtliche öffentlichen Aufbahrungen erfolgten jeweils im geschlossenen Sarg als geschlossene Aufbahrung. Nach ihrem Tod sollen 250.000 Menschen zu dem aufgebahrten Sarg gekommen sein.
Das Staatsbegräbnis fand am 19. September statt. Zunächst wurde ein Trauergottesdienst in der Westminster Abbey gefeiert, zu dem zahlreiche Staatsoberhäupter und Vertreter des internationalen Hochadels geladen waren. Anschließend erfolgte erneut eine Prozession, bei welcher der Sarg auf einer von Matrosen gezogenen Lafette über Whitehall, Buckingham Palace, sowie die Prachtstraßen The Mall und Constitution Hill zum Triumphbogen Wellington Arch am Hyde Park überführt wurde. Von dort aus wurde er in einem Bestattungswagen nach Windsor Castle überführt, wo Elisabeth II. am Abend nach einem öffentlichen Aussegnungs-Gottesdienst in der St George’s Chapel im privaten Rahmen an der Seite ihrer Eltern Georg VI. und Elisabeth, ihrer Schwester Margaret und ihres Ehemannes Prinz Philip in einem Grabgewölbe unterhalb der dortigen King George VI Memorial Chapel beigesetzt wurde.

## Persönlichkeit und öffentliche Wahrnehmung
Elisabeth war Schirmherrin von über 600 wohltätigen und ehrenamtlichen Organisationen. Da sie kaum Interviews gab (und in diesen fast ausschließlich über ihre Rolle als Staatsoberhaupt sprach), ist wenig über ihre persönlichen Gefühle und Ansichten bekannt. Als parlamentarische Monarchin äußerte sie sich in der Öffentlichkeit nie über ihre politische Einstellung. Margaret Thatcher soll in den 1980er-Jahren dem Journalisten Brian Walden erzählt haben, die Königin würde, falls sie dürfte, die Social Democratic Party wählen – Thatchers politische Konkurrenz. Bekannt ist, dass Elisabeth ein tiefes Verständnis für ihre religiösen und staatlichen Pflichten hatte und ihren Krönungseid sehr ernst nahm. So nahm sie über ihre gesamte 70-jährige Thronzeit einmal wöchentlich eine vertrauliche Unterredung mit den Premierministern wahr. Während ihrer Thronzeit hatte Elisabeth laut den National Archives mindestens 1062 Gesetze überprüft, bevor sie dem Parlament zur Abstimmung vorgelegt wurden. Dies geschah im Rahmen des Queen’s Consent (übersetzt: Zustimmung der Königin); einer Regelung, wonach die britischen Throninhaber Gesetzesentwürfe einsehen können und sofern diese die privaten Interessen der britischen Königsfamilie betreffen, nicht nur zur Verabschiedung von Gesetzen eine formelle Zustimmung geben, sondern bereits vorab in der Gesetzgebung Einfluss auf die Gesetzesgestaltung nehmen dürfen. Als nominelles Oberhaupt (Supreme Governor) der Church of England hat sie wiederholt den interreligiösen Dialog unterstützt und sich mit Führungspersönlichkeiten anderer Kirchen und Religionen getroffen, darunter den drei Päpsten Johannes XXIII., Johannes Paul II. und Benedikt XVI. Persönliche Gedanken zu Glaubensfragen waren oft Bestandteil ihrer jährlichen königlichen Weihnachtsansprache.
In ihrer Freizeit interessierte sich Elisabeth vor allem für den Pferdesport. Jedes Jahr besuchte sie die Pferderennen in Ascot und Epsom. Als Besitzerin und Züchterin von Englischen Vollblütern verfolgte sie häufig auch andere Rennen, an denen ihre Pferde teilnahmen. Ebenso angetan war sie von Hunden, insbesondere von der Hütehundrasse Pembroke Welsh Corgi. Den ersten Corgi erhielt sie 1933, allein seit ihrer Thronbesteigung besaß sie mehr als 30 dieser Tiere. Sie sind weltweit bekannt und wurden in verschiedenen Kunstwerken verewigt; eine 1977 aus Anlass des silbernen Jubiläums herausgegebene Crown-Münze zeigt Elisabeth mit einem Corgi. Darüber hinaus besaß sie mehrere English Cocker Spaniel und Labrador Retriever.
In den 1950er-Jahren, als junge Frau am Anfang ihrer Herrschaft, stellten die Medien Elisabeth als glamouröse „Märchenkönigin“ dar. Nach den traumatischen Kriegsereignissen schien dies eine Zeit der Hoffnung und des Fortschritts zu sein, der Beginn eines „neuen elisabethanischen Zeitalters“. Kritik war damals äußerst selten; 1957 schrieb Lord Altrincham in einem kontroversen Artikel im Magazin National Review, die Königin sei „von gestern“ und ihre Reden klängen wie solche einer „selbstgefälligen Schülerin“. Ende der 1960er-Jahre gab es vermehrt Anstrengungen, ein moderneres Image der Monarchie zu präsentieren. Zu diesem Zweck produzierte die BBC den Dokumentarfilm Royal Family, der 1969 von rund zwei Drittel aller britischen Fernsehzuschauer gesehen wurde und einen noch nie dagewesenen Einblick in das Privatleben der Königsfamilie gewährte. Die Dokumentation blieb danach weitgehend unter Verschluss – angeblich weil die Königin besorgt war, ihre Familie mache darin einen zu gewöhnlichen Eindruck. Um auch in großen Menschenmengen besonders gut sichtbar zu sein, begann Elisabeth Kleider in auffällig bunten Farben und ausgefallene Hüte zu tragen – ein Modestil, der sich zu ihrem Markenzeichen entwickelte. Einer ihrer drei Schneider war der Deutsche Karl-Ludwig Rehse.
In den 1980er-Jahren nahm die Kritik am Königshaus markant zu, als das Arbeits- und Privatleben ihrer Kinder in den Fokus der Medien geriet. Unter dem Druck der Öffentlichkeit begann die Königin erstmals Einkommensteuern zu zahlen und machte den Buckingham Palace für Besucher zugänglich. 1992 produzierte die BBC einen weiteren Dokumentarfilm, Elizabeth R: A Year in the Life of the Queen, der nach Meinung von Kritikern distanziert wirkte und nicht auf die damals herrschenden Probleme einging. Die Unzufriedenheit mit der Monarchie erreichte 1997 mit dem Tod von Prinzessin Diana ihren Höhepunkt, doch die Live-Ansprache der Königin fünf Tage nach dem tödlichen Unfall hatte zur Folge, dass ihre Beliebtheitswerte und jene des Königshauses wieder zu steigen begannen. Fünfzehn Jahre später ergab eine Meinungsumfrage von Ipso MORI eine rekordhohe Zustimmungsrate von 90 %. Ein dritter Dokumentarfilm, Monarchy: The Royal Family at Work, erschien 2007 und führte zu einer Klage gegen die BBC: Der Trailer war so geschnitten worden, dass der falsche Eindruck entstehen konnte, die Königin habe wutentbrannt ein Fototermin mit Annie Leibovitz abgebrochen.
Elisabeth wurde von zahlreichen bekannten Künstlern porträtiert, darunter Maler wie Lucian Freud, Peter Blake, Terence Cuneo und Pietro Annigoni sowie Fotografen wie Cecil Beaton, Yousuf Karsh, Lord Lichfield und Terry O’Neill sowie hoffotografisch durch A. C. Cooper. Verschiedene Schauspieler verkörperten sie in Theater- und Filmproduktionen. Besondere Bekanntheit erlangte ihr Double Jeannette Charles in mehreren Komödien, z. B. 1988 in Die nackte Kanone. Für die Darstellung der Königin im Filmdrama Die Queen, das sich mit den Ereignissen nach Dianas Tod befasst, erhielt Helen Mirren 2007 den Oscar als beste Hauptdarstellerin. Elisabeth inspirierte zahlreiche Popmusiker zu Songs. Paul McCartney schrieb Her Majesty, das 1969 auf dem Musikalbum Abbey Road seiner Band The Beatles erschien. 1977 (im Jahr des silbernen Thronjubiläums) sorgte die Punkband Sex Pistols mit God Save the Queen für einen Skandal, da sie die Königin als Repräsentantin eines faschistischen Staates darstellte. 1986 veröffentlichten The Smiths das Album The Queen Is Dead („Die Königin ist tot“). Im 1992 erschienenen Roman The Queen and I („Die Königin und ich“) von Sue Townsend findet sich Elisabeth in einer Sozialwohnung wieder und muss sich und ihre Corgis mit einer Rente durchbringen. Die deutsche Komödie Willi und die Windzors von Hape Kerkeling setzte diese Idee 1996 filmisch um. In Alan Bennetts Novelle The Uncommon Reader von 2008 wird die fiktive Wandlung der britischen Königin von der Frau der Tat zur Liebhaberin schöngeistiger Literatur erzählt. Im Animationsfilm Minions von 2015 stehlen die Hauptcharaktere 1968 der Königin die Krone, anschließend wird sie als ehemalige Monarchin mit einem Augenzwinkern Bier trinkend in einem englischen Pub gezeigt. Von 2016 bis 2023 wurde die Serie The Crown produziert, in der sie in den ersten beiden Staffeln von Claire Foy, in der dritten und vierten Staffel von Olivia Colman sowie in der fünften und finalen sechsten Staffel von Imelda Staunton und ein einem Rückblick auf ihre Jugend von Viola Prettejohn dargestellt wurde.
Im Juli 2015 veröffentlichte die Sun einen Artikel mit Bildern aus einem 17-sekündigen Privatfilm, der vermutlich 1933 aufgenommen wurde und Elisabeth im Alter von sechs oder sieben Jahren beim Zeigen des Hitlergrußes zeigt. Ebenfalls zu sehen ist ihr Onkel Eduard VIII., der in dem Artikel als Sympathisant des nationalsozialistischen Deutschlands bezeichnet wird.

## Vermögen
Siehe auch: Britische Monarchie – Finanzen
Die Vermögensverhältnisse von Elisabeth II. sorgten über viele Jahre hinweg für Spekulationen, da es darüber kaum verlässliche Angaben gibt. Zuständig für die Finanzen des königlichen Haushalts ist der Keeper of the Privy Purse (seit 2002: Sir Alan Reid).
Im Juli 2010 schätzte die Zeitschrift Forbes ihr Vermögen auf 450 Millionen US-Dollar. 1993 ging die New York Times von 100 Millionen Pfund Vermögen aus; David Ogilvy, der damalige Lord Chamberlain of the Household, bezeichnete diese Schätzung als „maßlos übertrieben“. John Rupert Colville, ihr früherer Privatsekretär und ein Direktor ihrer Hausbank Coutts, ging 1971 von zwei Millionen Pfund aus (entspricht rund 24 Millionen im Jahr 2013). Im Haushaltsjahr 2013/14 erhielt die Königin insgesamt 37,9 Millionen Pfund aus Steuergeldern. Zum Privatvermögen gehören auch die Anwesen Sandringham House und Balmoral Castle.
Die Royal Collection, welche die königliche Kunstsammlung und die Kronjuwelen umfasst, gehört nicht zum Privatvermögen der Königin, sondern wird von einer Stiftung treuhänderisch verwaltet. Ähnliches gilt für die königlichen Residenzen wie Buckingham Palace und Windsor Castle. Eine weitere treuhänderische Stiftung ist das Herzogtum Lancaster, dessen Portfolio 2015 einen Wert von 472 Millionen Pfund hatte. Die von der HM Treasury verwalteten Crown Estates im Wert von 11,6 Milliarden Pfund (Fiskaljahr 2014/15) gehören der Königin lediglich in ihrer Eigenschaft als Staatsoberhaupt; als Privatperson hat sie keinen Zugriff auf das Portfolio dieser Körperschaft des öffentlichen Rechts.
Im November 2017 wurden Dokumente bekannt, die belegen, dass Elisabeth II. mittels ihres Herzogtums Lancaster auf den Cayman Islands und Bermuda 10 Millionen Pfund investiert. Sie hielt mittels der Dover Street VI Cayman Fund und Vision Capital Partners VI B LP Anteile am umstrittenen britischen Mietkauf-Anbieter Bright House.

## Symbolik

### Titel
Im Vereinigten Königreich lautete der vollständige Titel der Königin wie folgt:

“Elizabeth the Second, by the Grace of God, Queen of the United Kingdom of Great Britain and Northern Ireland and of Her other realms and territories, Head of the Commonwealth, Defender of the Faith”

„Elisabeth die Zweite, von Gottes Gnaden Königin des Vereinigten Königreichs Großbritannien und Nordirland und Ihrer anderen Königreiche und Territorien, Oberhaupt des Commonwealth, Verteidigerin des Glaubens“

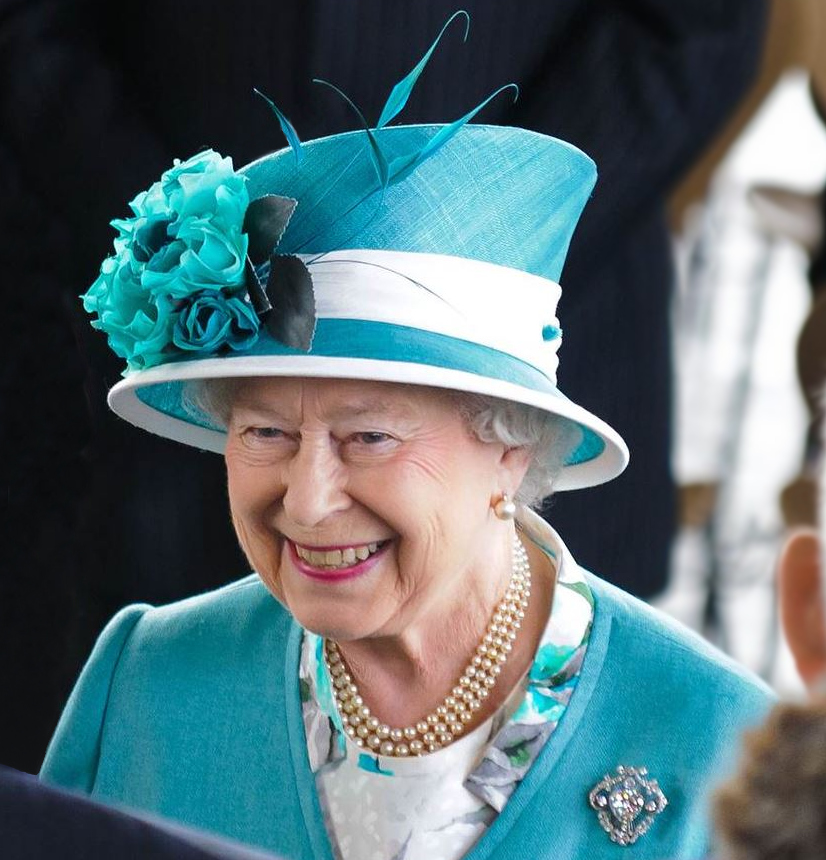
Die Königin bei der Eröffnung des Walisischen Parlaments – Cardiff, Wales (2011)

Als Staatsoberhaupt der Commonwealth Realms führte sie jeweils einen eigenen Titel, zum Beispiel Königin von Kanada und Königin von Australien. Meist fehlte auch der Hinweis auf die Verteidigung des Glaubens und auf das Vereinigte Königreich. Unterschiedlich ist die Praxis in den Kronbesitzungen, die nicht Teil des Vereinigten Königreichs sind, sondern direkt der Krone unterstellt sind: Auf den Kanalinseln wurde sie als Duke of Normandy bezeichnet, auf der Isle of Man als Lord of Mann (beide in der männlichen Form).
Ob sich die Königin als Elisabeth „die Zweite“ bezeichnen durfte, sorgte in Schottland für Kontroversen, da es dort nie eine Elisabeth I. gab. Nach der Thronbesteigung wurden mehrere neue Briefkästen, die mit dem königlichen Monogramm EIIR verziert waren, vandaliert. Deshalb ist seither auf Briefkästen und Fahrzeugen der Royal Mail in Schottland lediglich die Krone von Schottland abgebildet. 1953 reichten schottische Nationalisten eine Klage ein (MacCormick v Lord Advocate). Sie bestritten das Recht der Königin, sich in Schottland Elisabeth II. zu nennen, da dies gegen den Act of Union 1707 verstoße. Das oberste schottische Gericht wies die Klage ab und befand, die Namenswahl sei Privatangelegenheit der Königin und gehöre zu ihren Herrschaftsrechten. Winston Churchill schlug vor, dass zukünftige Monarchen bei der Namenswahl sowohl die englischen als auch die schottischen Vorgänger berücksichtigen sollen. Bei der Eröffnungssitzung des 1999 wiedereingeführten schottischen Parlaments begrüßte der Parlamentsvorsitzende David Steel die Königin mit den Worten Elizabeth, Queen of Scots („Königin der Schotten“), den Traditionen der schottischen Monarchie entsprechend.
Seit der Thronbesteigung am 6. Februar 1952 lautete die Kurzform ihres Titels Her Majesty The Queen („Ihre Majestät, die Königin“). Bei ihrer Geburt lautete der Titel HRH (Her Royal Highness) Princess Elizabeth of York. Nachdem ihr Vater am 11. Dezember 1936 König geworden war, hieß sie HRH The Princess Elizabeth, nach der Heirat am 20. November 1947 HRH The Princess Elizabeth, Duchess of Edinburgh.

### Wappen
Seit ihrer Thronbesteigung führte Elisabeth als Symbol der königlichen Herrschaft das Wappen des britischen Monarchen, das seit 1837 in dieser Form existiert. Auf dem Wappenschild abgebildet sind drei Leoparden für England (doppelt), ein Löwe für Schottland und eine Harfe für Nordirland. Hinzu kommen als schmückende Elemente Schildhalter (Löwe und Einhorn), Helm, Helmzier, Postament und der Wahlspruch des Hosenbandordens. Für Schottland existiert eine davon abweichende Version, bei der auf dem Wappenschild der Löwe anstatt der Leoparden doppelt abgebildet ist; zu den Unterschieden gehören u. a. der Helmschmuck, vertauschte Schildhalter und der Wahlspruch des schottischen Distelordens. Weitere Varianten des Königswappens werden von anderen Mitgliedern der Königsfamilie und von der britischen Regierung verwendet.
1944 erhielt Elisabeth ihr erstes Wappen. Es bestand aus einem Rautenschild mit dem königlichen Wappen des Vereinigten Königreichs, ergänzt durch einen silbernen Turnierkragen mit drei Lätzen (der mittlere Latz mit einer Tudor-Rose, die beiden anderen mit einem Georgskreuz). 1947 wurde das Wappen um den Wahlspruch des Hosenbandordens ergänzt. In ihrer Funktion als Königin eines der anderen 15 Commonwealth Realms führte die Königin die jeweiligen Staatswappen.

Wappen von Prinzessin Elisabeth (1944–1947)
Wappen von Prinzessin Elisabeth, Duchess of Edinburgh (1947–1952)
Wappen der Königin im Vereinigten Königreich
Wappen der Königin in Schottland

### Flaggen

Persönliche Flagge

Die Royal Standard war die Flagge der Königin in ihrer Funktion als Staatsoberhaupt. Darauf abgebildet ist der Wappenschild des königlichen Wappens, womit es sich bei der Flagge eigentlich um ein Banner handelt. Sie wurde auf königlichen Residenzen gehisst, in denen die Monarchin sich gerade aufhielt, und auch auf offiziellen Fahrzeugen wie z. B. der Bentley State Limousine verwendet. Auf der Royal Standard des Vereinigten Königreichs sind die Wappensymbole von England (doppelt), Schottland und Nordirland abgebildet. Weilte die Königin in Schottland, gelangte eine unterschiedliche Royal Standard zur Anwendung, auf der statt des englischen Wappensymbols das schottische doppelt abgebildet ist. Wenn sie Australien, Jamaika, Kanada oder Neuseeland besuchte, wurden die Royal Standards dieser Länder gehisst, die von der britischen stark abweichen. In jenen Staaten des Commonwealth of Nations, die keine Commonwealth Realms sind, wurde die persönliche Flagge der Königin verwendet, bestehend aus einem gekrönten und von goldenen Rosen umkränzten „E“ auf blauem Grund.

## Übersicht der Commonwealth Realms

Gebiete, deren Staatsoberhaupt Elisabeth II. war:
Staatsgebiete zum Zeitpunkt ihres Todes
Ehemalige Staatsgebiete
Ehemalige Kolonien

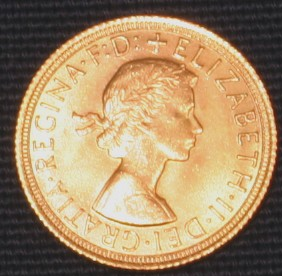
Ein Gold-Sovereign mit dem Abbild von Elisabeth II.

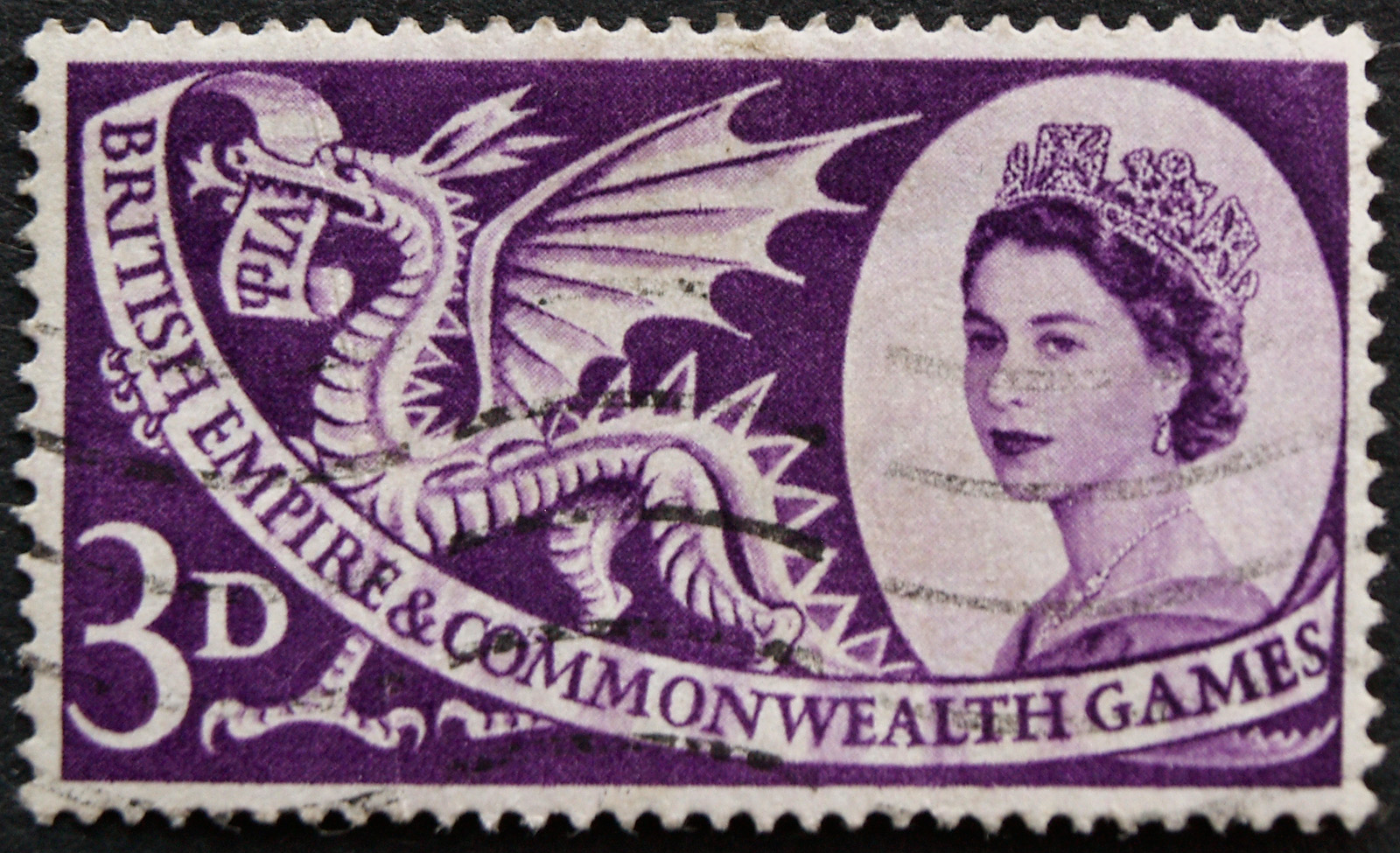
Elisabeth II. auf einer britischen Briefmarke (1958)

Unterschrift Elisabeths II. auf einem australischen Flaggengesetz, 14. Februar 1954

Elisabeth II. war bis zu ihrem Tod das Staatsoberhaupt von 15 Commonwealth Realms (in Klammern das Jahr ihrer Unabhängigkeit von Großbritannien):
| - Vereinigtes Königreich (seit 1952) - Antigua und Barbuda (seit 1981) - Australien (seit 1952) - Bahamas (seit 1973) - Belize (seit 1981) - Grenada (seit 1974) - Jamaika (seit 1962) - Kanada (seit 1952) | - Neuseeland (seit 1952) - Papua-Neuguinea (seit 1975) - St. Kitts und Nevis (seit 1983) - St. Lucia (seit 1979) - St. Vincent und die Grenadinen (seit 1979) - Salomonen (seit 1978) - Tuvalu (seit 1978) |

Dazu gehören auch alle britischen Überseegebiete sowie folgende Kronbesitzungen und Inseln:
| - Cookinseln - Guernsey - Isle of Man | - Jersey - Niue |

Darüber hinaus war sie während ihrer Amtszeit Staatsoberhaupt von zahlreichen weiteren Staaten oder Kolonien, die seit ihrer Krönung zu eigenständigen Republiken oder Teil anderer Staaten wurden (in Klammern das Jahr der Unabhängigkeit von der Krone, bei ehemaligen Kolonien zusätzlich das Jahr der Unabhängigkeit von Großbritannien):
| - Aden (bis 1967 als Kolonie) - Betschuanaland (bis 1966 als Kolonie) - Barbados (bis 2021, bis 1966 als Kolonie) - Brunei (bis 1984 als Kolonie) - Dominica (bis 1978 als Kolonie) - Ceylon (bis 1972, bis 1952 als Kolonie) - Fidschi (bis 1987, bis 1970 als Kolonie) - Gambia (bis 1970, bis 1965 als Kolonie) - Ghana (bis 1960, bis 1957 als Kolonie) - Goldküste (bis 1957 als Kolonie) - Guyana (bis 1970, bis 1966 als Kolonie) - Hongkong (bis 1997 als Kolonie) - Kenia (bis 1964, bis 1963 als Kolonie) - Malawi (bis 1964, bis 1963 als Kolonie) - Malaysia, Sarawak und Nord-Borneo (bis 1963 als Kolonie) - Malediven (bis 1965 als Kolonie) | - Malta (bis 1974, bis 1964 als Kolonie) - Mauritius (bis 1992, bis 1968 als Kolonie) - Nauru (bis 1968 als Kolonie) - Nigeria (bis 1963, bis 1960 als Kolonie) - Pakistan (bis 1956) - Papua-Neuguinea (bis 1975 als Kolonie) - Rhodesien und Njassaland (bis 1970 als Kolonie) - Seychellen (bis 1976 als Kolonie) - Sierra Leone (bis 1971, bis 1961 als Kolonie) - Singapur (bis 1963 als Kolonie) - Südafrikanische Union (bis 1961 als Kolonie) - Tanganjika (bis 1962, bis 1961 als Kolonie) - Trinidad und Tobago (bis 1976, bis 1962 als Kolonie) - Uganda (bis 1963, bis 1962 als Kolonie) - Zypern (bis 1960 als Kolonie) |

## Verwandtschaft

### Vorfahren
| Ahnentafel Elisabeth II. | Ahnentafel Elisabeth II.                                                                  | Ahnentafel Elisabeth II.                                                                     | Ahnentafel Elisabeth II.                                                                      | Ahnentafel Elisabeth II.                                                                              | Ahnentafel Elisabeth II.                                                    | Ahnentafel Elisabeth II.                                                    | Ahnentafel Elisabeth II.                                                    | Ahnentafel Elisabeth II.                                                    |
| ------------------------ | ----------------------------------------------------------------------------------------- | -------------------------------------------------------------------------------------------- | --------------------------------------------------------------------------------------------- | --- | --------------------------------------------------------------------------- | --------------------------------------------------------------------------- | --------------------------------------------------------------------------- | --------------------------------------------------------------------------- |
| Ururgroßeltern           | Prinz Albert von Sachsen-Coburg und Gotha (1819–1861) ⚭ 1840 Königin Victoria (1819–1901) | König Christian IX. von Dänemark (1818–1906) ⚭ 1842 Landgräfin Louise von Hessen (1817–1898) | Alexander von Württemberg (1804–1885) ⚭ 1835 Gräfin Claudine Rhédey von Kis-Rhéde (1812–1841) | Adolphus Frederick, 1. Duke of Cambridge (1774–1850) ⚭ 1818 Landgräfin Auguste von Hessen (1797–1889) | Thomas George Lyon-Bowes (1801–1834) ⚭ Charlotte Grimstead (1798–1881)      | Oswald Smith (1794–1863) ⚭ 1824 Henrietta Mildred Hodgson (1805–1891)       | Charles Cavendish-Bentinck (1780–1826) ⚭ 1816 Anne Wellesley (1788–1876)    | Edwyn Burnaby (1798–1867) ⚭ 1829 Anne Caroline Salisbury (1805–1881)        |
| Urgroßeltern             | König Eduard VII. (1841–1910) ⚭ 1863 Prinzessin Alexandra von Dänemark (1844–1925)        | König Eduard VII. (1841–1910) ⚭ 1863 Prinzessin Alexandra von Dänemark (1844–1925)           | Herzog Franz von Teck (1837–1900) ⚭ 1866 Prinzessin Mary Adelaide (1833–1897)                 | Herzog Franz von Teck (1837–1900) ⚭ 1866 Prinzessin Mary Adelaide (1833–1897)                         | Claude Bowes-Lyon (1824–1904) ⚭ 1853 Frances Smith (1833–1922)              | Claude Bowes-Lyon (1824–1904) ⚭ 1853 Frances Smith (1833–1922)              | Charles Cavendish-Bentinck (1817–1865) ⚭ 1859 Caroline Burnaby (1832–1918)  | Charles Cavendish-Bentinck (1817–1865) ⚭ 1859 Caroline Burnaby (1832–1918)  |
| Großeltern               | König Georg V. (1865–1936) ⚭ 1893 Prinzessin Maria von Teck (1867–1953)                   | König Georg V. (1865–1936) ⚭ 1893 Prinzessin Maria von Teck (1867–1953)                      | König Georg V. (1865–1936) ⚭ 1893 Prinzessin Maria von Teck (1867–1953)                       | König Georg V. (1865–1936) ⚭ 1893 Prinzessin Maria von Teck (1867–1953)                               | Claude Bowes-Lyon (1855–1944) ⚭ 1881 Cecilia Cavendish-Bentinck (1862–1938) | Claude Bowes-Lyon (1855–1944) ⚭ 1881 Cecilia Cavendish-Bentinck (1862–1938) | Claude Bowes-Lyon (1855–1944) ⚭ 1881 Cecilia Cavendish-Bentinck (1862–1938) | Claude Bowes-Lyon (1855–1944) ⚭ 1881 Cecilia Cavendish-Bentinck (1862–1938) |
| Eltern                   | König Georg VI. (1895–1952) ⚭ 1923 Elizabeth Bowes-Lyon (1900–2002)                       | König Georg VI. (1895–1952) ⚭ 1923 Elizabeth Bowes-Lyon (1900–2002)                          | König Georg VI. (1895–1952) ⚭ 1923 Elizabeth Bowes-Lyon (1900–2002)                           | König Georg VI. (1895–1952) ⚭ 1923 Elizabeth Bowes-Lyon (1900–2002)                                   | König Georg VI. (1895–1952) ⚭ 1923 Elizabeth Bowes-Lyon (1900–2002)         | König Georg VI. (1895–1952) ⚭ 1923 Elizabeth Bowes-Lyon (1900–2002)         | König Georg VI. (1895–1952) ⚭ 1923 Elizabeth Bowes-Lyon (1900–2002)         | König Georg VI. (1895–1952) ⚭ 1923 Elizabeth Bowes-Lyon (1900–2002)         |

### Nachkommen
| Name                                      | Hochzeitsdatum                         | Ehegatte                                             | Enkel                                              | Hochzeitsdatum                   | Ehegatte                                  | Urenkel                                     |
| ----------------------------------------- | -------------------------------------- | ---------------------------------------------------- | -------------------------------------------------- | -------------------------------- | ----------------------------------------- | ------------------------------------------- |
| König Charles III. * 14. November 1948    | ⚭ 29. Juli 1981 (⚮ 28. August 1996)    | Lady Diana Spencer * 1. Juli 1961; † 31. August 1997 | Prinz William, Prince of Wales * 21. Juni 1982     | ⚭ 29. April 2011                 | Catherine Middleton * 9. Januar 1982      | Prinz George of Wales * 22. Juli 2013       |
| König Charles III. * 14. November 1948    | ⚭ 29. Juli 1981 (⚮ 28. August 1996)    | Lady Diana Spencer * 1. Juli 1961; † 31. August 1997 | Prinz William, Prince of Wales * 21. Juni 1982     | ⚭ 29. April 2011                 | Catherine Middleton * 9. Januar 1982      | Prinzessin Charlotte of Wales * 2. Mai 2015 |
| König Charles III. * 14. November 1948    | ⚭ 29. Juli 1981 (⚮ 28. August 1996)    | Lady Diana Spencer * 1. Juli 1961; † 31. August 1997 | Prinz William, Prince of Wales * 21. Juni 1982     | ⚭ 29. April 2011                 | Catherine Middleton * 9. Januar 1982      | Prinz Louis of Wales * 23. April 2018       |
| König Charles III. * 14. November 1948    | ⚭ 29. Juli 1981 (⚮ 28. August 1996)    | Lady Diana Spencer * 1. Juli 1961; † 31. August 1997 | Prinz Harry, Duke of Sussex * 15. September 1984   | ⚭ 19. Mai 2018                   | Meghan Markle * 4. August 1981            | Prinz Archie of Sussex * 6. Mai 2019        |
| König Charles III. * 14. November 1948    | ⚭ 29. Juli 1981 (⚮ 28. August 1996)    | Lady Diana Spencer * 1. Juli 1961; † 31. August 1997 | Prinz Harry, Duke of Sussex * 15. September 1984   | ⚭ 19. Mai 2018                   | Meghan Markle * 4. August 1981            | Prinzessin Lilibet of Sussex * 4. Juni 2021 |
| König Charles III. * 14. November 1948    | ⚭ 9. April 2005                        | Camilla Shand * 17. Juli 1947                        |                                                    |                                  |                                           |                                             |
| Anne, Princess Royal * 15. August 1950    | ⚭ 14. November 1973 (⚮ 28. April 1992) | Mark Phillips * 22. September 1948                   | Peter Phillips * 15. November 1977                 | ⚭ 17. Mai 2008 (⚮ 14. Juni 2021) | Autumn Kelly * 3. Mai 1978                | Savannah Phillips * 29. September 2010      |
| Anne, Princess Royal * 15. August 1950    | ⚭ 14. November 1973 (⚮ 28. April 1992) | Mark Phillips * 22. September 1948                   | Peter Phillips * 15. November 1977                 | ⚭ 17. Mai 2008 (⚮ 14. Juni 2021) | Autumn Kelly * 3. Mai 1978                | Isla Phillips * 29. März 2012               |
| Anne, Princess Royal * 15. August 1950    | ⚭ 14. November 1973 (⚮ 28. April 1992) | Mark Phillips * 22. September 1948                   | Zara Phillips * 15. Mai 1981                       | ⚭ 30. Juli 2011                  | Mike Tindall * 18. Oktober 1978           | Mia Tindall * 17. Januar 2014               |
| Anne, Princess Royal * 15. August 1950    | ⚭ 14. November 1973 (⚮ 28. April 1992) | Mark Phillips * 22. September 1948                   | Zara Phillips * 15. Mai 1981                       | ⚭ 30. Juli 2011                  | Mike Tindall * 18. Oktober 1978           | Lena Tindall * 18. Juni 2018                |
| Anne, Princess Royal * 15. August 1950    | ⚭ 14. November 1973 (⚮ 28. April 1992) | Mark Phillips * 22. September 1948                   | Zara Phillips * 15. Mai 1981                       | ⚭ 30. Juli 2011                  | Mike Tindall * 18. Oktober 1978           | Lucas Tindall * 21. März 2021               |
| Anne, Princess Royal * 15. August 1950    | ⚭ 12. Dezember 1992                    | Timothy Laurence * 1. März 1955                      |                                                    |                                  |                                           |                                             |
| Andrew, Duke of York * 19. Februar 1960   | ⚭ 23. Juli 1986 (⚮ 30. Mai 1996)       | Sarah Ferguson * 15. Oktober 1959                    | Prinzessin Beatrice of York * 8. August 1988       | ⚭ 17. Juli 2020                  | Edoardo Mapelli Mozzi * 19. November 1983 | Sienna Mapelli Mozzi * 18. September 2021   |
| Andrew, Duke of York * 19. Februar 1960   | ⚭ 23. Juli 1986 (⚮ 30. Mai 1996)       | Sarah Ferguson * 15. Oktober 1959                    | Prinzessin Beatrice of York * 8. August 1988       | ⚭ 17. Juli 2020                  | Edoardo Mapelli Mozzi * 19. November 1983 | Athena Mapelli Mozzi * 22. Januar 2025      |
| Andrew, Duke of York * 19. Februar 1960   | ⚭ 23. Juli 1986 (⚮ 30. Mai 1996)       | Sarah Ferguson * 15. Oktober 1959                    | Prinzessin Eugenie of York * 23. März 1990         | ⚭ 12. Oktober 2018               | Jack Brooksbank * 3. Mai 1986             | August Brooksbank * 9. Februar 2021         |
| Andrew, Duke of York * 19. Februar 1960   | ⚭ 23. Juli 1986 (⚮ 30. Mai 1996)       | Sarah Ferguson * 15. Oktober 1959                    | Prinzessin Eugenie of York * 23. März 1990         | ⚭ 12. Oktober 2018               | Jack Brooksbank * 3. Mai 1986             | Ernest Brooksbank * 30. Mai 2023            |
| Edward, Duke of Edinburgh * 10. März 1964 | ⚭ 19. Juni 1999                        | Sophie Rhys-Jones * 20. Januar 1965                  | Lady Louise Mountbatten-Windsor * 8. November 2003 |                                  |                                           |                                             |
| Edward, Duke of Edinburgh * 10. März 1964 | ⚭ 19. Juni 1999                        | Sophie Rhys-Jones * 20. Januar 1965                  | James, Earl of Wessex * 17. Dezember 2007          |                                  |                                           |                                             |

## Anmerkung
1. ↑  Als Zeitpunkt des Rekords wird der 9. September 2015 um 17:30 Uhr britische Ortszeit angegeben. Die Berechnung ist jedoch zwangsläufig ungenau, da die exakte Todeszeit ihres Vaters, der im Schlaf starb, nicht bekannt ist. Möglich ist deshalb auch, dass die Rekordmarke erst in den frühen Morgenstunden des 10. Septembers erreicht wurde.